# Carl Philipp Emanuel Bach
Carl Philipp Emanuel Bach (Weimar, 8 de março de 1714 — Hamburgo, 14 de dezembro de 1788) foi um músico, compositor e professor alemão.
Segundo filho de Johann Sebastian Bach e Maria Barbara Bach, seu talento se manifestou já na infância, recebendo completa e esmerada educação musical de seu pai, mas inicialmente tencionava dedicar-se profissionalmente ao Direito, estudando na Universidade de Leipzig e na Universidade de Frankfurt. Ao terminar o curso em 1738 foi empregado pelo rei Frederico II da Prússia como cravista, para quem trabalharia pelos trinta anos seguintes. Em 1768 sucedeu seu padrinho, Georg Philipp Telemann, na posição de kantor do Johanneum de Hamburgo, uma escola latina, bem como tornou-se diretor de música municipal, responsável pela música das cinco principais igrejas da cidade e pela ornamentação de cerimônias cívicas, onde permaneceria ativo até sua morte em 1788. Foi um grande dinamizador do ambiente musical de Hamburgo, além de ligar-se a importantes figuras da literatura e da filosofia, participando de clubes e sociedades de debates.
Deixou obra volumosa, com mais de 750 composições entre peças para teclado solo, concertos, sinfonias, música sacra, música de câmara e lieder. Cravista virtuoso, cerca de metade de sua produção é para o teclado, além de ter deixado um importante tratado técnico que exerceu grande impacto. Sua música é louvada pela sua originalidade, inventividade, vigor, elegância e incomum expressividade, caracterizando o chamado Estilo Galante ou Rococó. Introduziu importantes inovações em termos de forma, estilo, estrutura e harmonia, contribuiu significativamente para o desenvolvimento da sonata clássica, e é considerado um dos precursores da formação do idioma e das formas musicais típicos do Classicismo. Ao mesmo tempo, a intensidade da expressão emocional, a imprevisibilidade e os fortes contrastes de sua música o qualificam também como um dos primeiros românticos.
Seu prestígio foi muito grande enquanto viveu, tido como um dos maiores virtuosos, compositores e professores de sua época, mas na primeira metade do século XIX declinou radicalmente e sua produção foi largamente esquecida. Sua obra começou a ser resgatada na década de 1860, mas embora voltasse a ser mais apreciado, ainda era tido como uma figura menor, de talento limitado, notável mais por ter sido um agente destacado na consolidação da linguagem clássica do que pelos méritos intrínsecos de suas composições. Esta visão só começou a ser revertida na segunda metade do século XX, quando os estudos a seu respeito iniciaram uma fase de acelerada multiplicação e aprofundamento, mas permaneceu influente até a década de 1990. Desde então sua reputação vem sendo rapidamente recuperada, já sendo considerado em ampla escala como um dos mais importantes, originais e influentes compositores do século XVIII.

## Biografia

### Primeiros anos

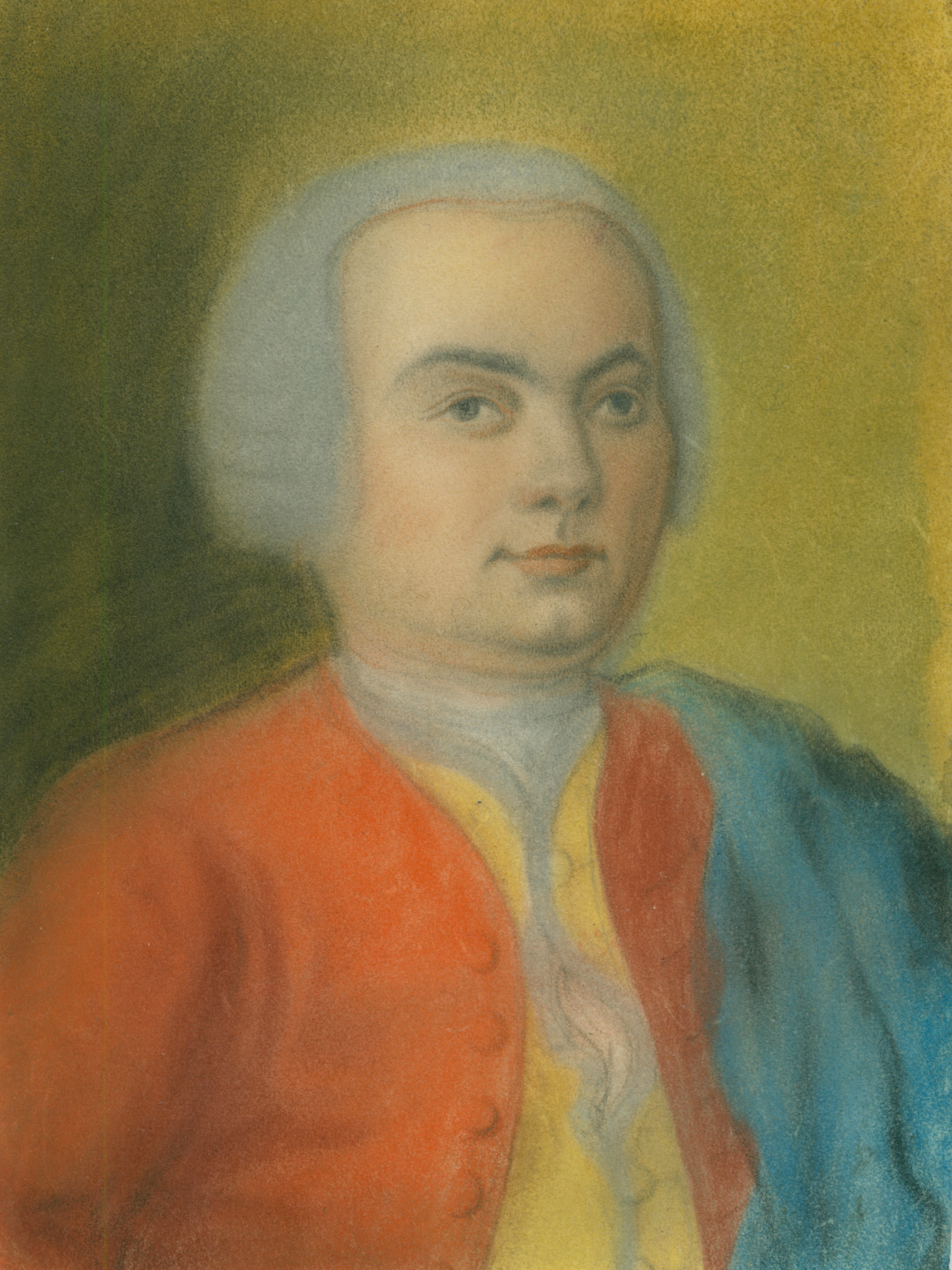
Retrato de Bach realizado por seu primo Gottlieb Friedrich Bach em torno de 1733

Carl Philipp Emanuel Bach nasceu em Weimar em 8 de março de 1714, como o segundo dos filhos de Johann Sebastian Bach com sua primeira esposa, Maria Barbara Bach, que era sua prima. Embora seu pai seja universalmente conhecido como "Bach", neste artigo o nome "Bach" remeterá sempre a Carl Philipp Emanuel. Ao contrário da sua música, que vem sendo intensamente estudada, sua biografia está ainda cheia de lacunas. Escassa correspondência de caráter pessoal sobreviveu, outras fontes coevas quase só mencionam seu trabalho musical e a autobiografia que deixou é muito breve e imprecisa.
Bach fazia parte de uma família que há gerações vinha dando músicos notáveis. Seu pai hoje é tido como um dos maiores gênios da música ocidental, vários de seus irmãos foram músicos talentosos, e teve como padrinho um famoso compositor, Georg Philipp Telemann. Sua mãe faleceu quando ele tinha seis anos, mas o pai casou novamente e sua madrasta, Anna Magdalena Wilcke, como toda a família Bach, tinha pendor musical. Bach cresceu, pois, em um ambiente saturado de música, revelando seu próprio talento muito cedo. Em 1720 o pai mudou-se para Leipzig, um dos maiores centros culturais da Alemanha, onde Bach foi matriculado na escola da Igreja de São Tomás, da qual o pai havia se tornado kantor.
A partir dos quinze anos começou a participar regularmente dos concertos organizados por seu pai tanto na Igreja como na sociedade musical do Collegium Musicum, e passou a servir também como secretário e copista para o pai. Depois de receber a formação básica, em 1731 ingressou na Universidade de Leipzig para estudar Direito. Sobre sua vida antes de chegar a Leipzig nada se sabe a não ser que começou a receber treinamento musical do pai. Nesta cidade começou a compor, sobrevivendo desta fase dez sonatas para teclado, uma suite, dois concertos e sete trios.
Em 1733 Bach tentou empregar-se como organista em Naumburg. Não teve sucesso, mas a tentativa mostra que sua educação musical já estava completa. No ano seguinte transferiu-se para Frankfurt a fim de continuar seus estudos superiores na Universidade Viadrina, graduando-se em 1738, mas então decidiu abandonar este caminho profissional, determinado a devotar-se completamente à música. Em Frankfurt dirigiu a apresentação de várias obras vocais e instrumentais, chamando a atenção da corte.

### Berlim
Ainda em 1738 mudou-se para Berlim, onde provavelmente logo entrou para o serviço de Frederico, príncipe herdeiro da Prússia, mas só foi oficialmente efetivado após sua subida ao trono em 1740 como Frederico II, mais tarde chamado O Grande, que rodeou-se de intelectuais e artistas e manteve uma corte brilhante, sendo ele mesmo um bom flautista e compositor de algum mérito. Para ele Bach dedicou em 1742 uma de suas primeiras composições importantes, um ciclo de seis sonatas para teclado. O rei deve tê-lo estimado muito, uma vez que lhe pagava um dos mais altos salários entre os músicos da corte. Frederico tornou Berlim uma das mais importantes capitais da Europa, e a nobreza e a burguesia acompanhavam o interesse da corte pela arte, criando condições para um grande florescimento cultural, onde a música ocupava um lugar de destaque.

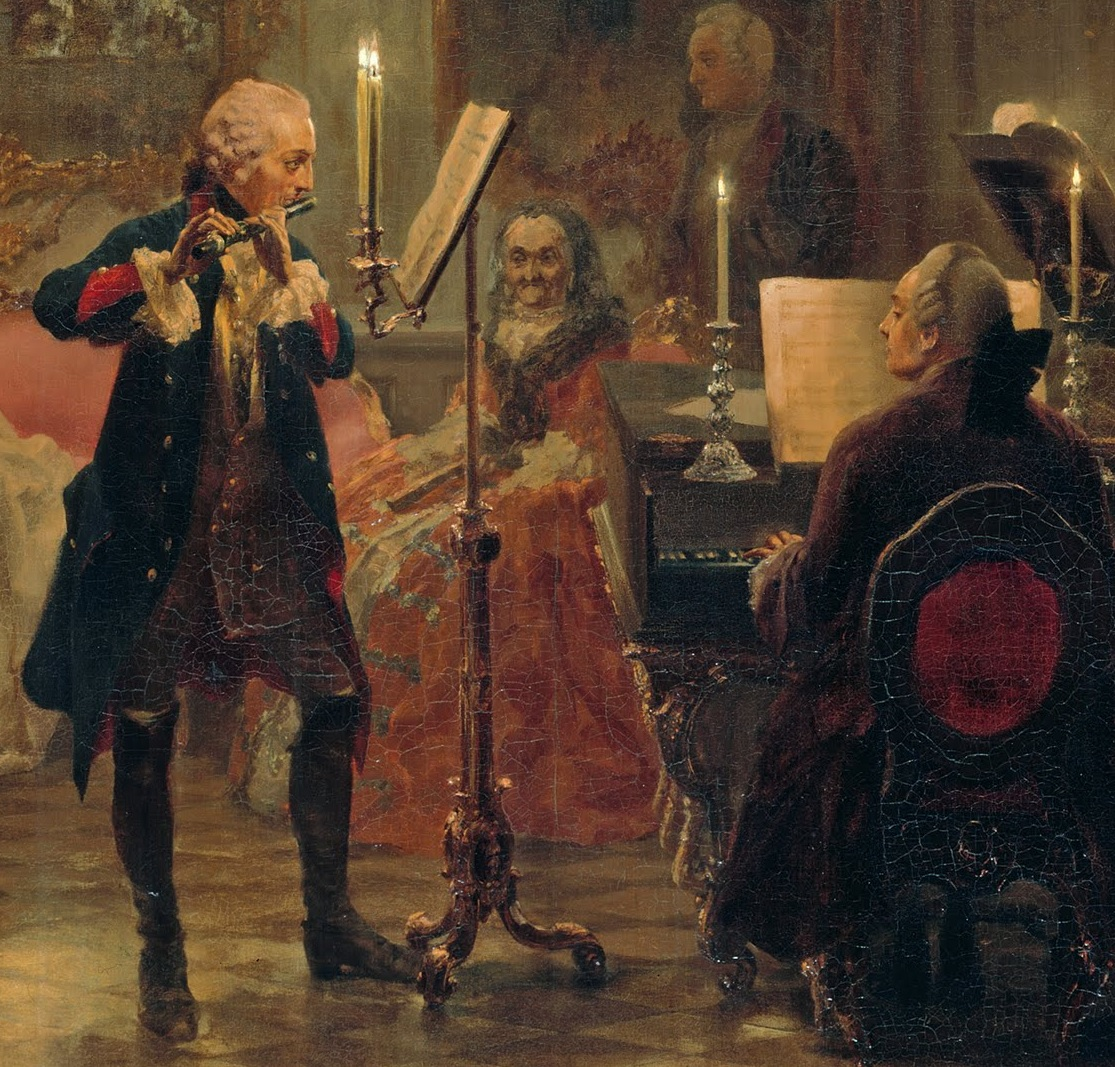
Detalhe de pintura de Adolph von Menzel mostrando Frederico II tocando flauta acompanhado por Bach

Em 1744 Bach casou-se com Johanna Maria Dannemann, filha de um comerciante de vinho, que lhe daria três filhos: Johann Adam (1745–1789, mais tarde conhecido como Johann August), que se tornou advogado, Anna Carolina Philippina (1747–1805), que levou adiante os negócios que herdaria do pai, que incluíam uma editora de partituras, e Johann Sebastian (1748–1778), que tinha talento para a pintura mas faleceu ainda jovem em Roma.
O trabalho de Bach na corte era principalmente dar aulas a outros músicos e tocar teclado, muitas vezes como acompanhador do próprio rei. Suas obrigações oficiais não eram excessivamente pesadas e lhe davam tempo para participar de um crescente número de concertos públicos, e provavelmente organizou vários deles, além de dedicar-se privadamente e com muito afinco à composição, uma atividade que não fazia parte das atribuições de seu emprego. A Guerra dos Sete Anos, iniciada em 1756, que transtornou o cotidiano de Berlim e praticamente suspendeu as atividades culturais da corte, parece ter sido a principal perturbação de uma rotina que transcorreu com tranquilidade, alternando-se entre a capital e Potsdam, a residência de verão da corte. Pôde também fazer algumas viagens para outras cidades, como Buckeburgo, Hamburgo, Eisenach, Gota e Cassel, onde apresentou obras suas e estabeleceu contatos com parentes e figuras influentes da nobreza. Ao mesmo tempo, era frequentemente convidado para saraus e debates culturais realizados nas casas de Christian Gottfried Krause, o mais representativo membro da escola de lieder de Berlim, do crítico musical Friedrich Wilhelm Marpurg, e do compositor e musicólogo Johann Philipp Kirnberger.
Durante os primeiros quinze anos em Berlim compôs principalmente sonatas e concertos para teclado e algumas peças de música de câmara, principalmente trio sonatas. Mais tarde diversificou seus interesses, passando a compor várias obras vocais, principalmente canções alemãs (lieder), além de sinfonias, peças de câmara mais variadas e um novo gênero de concerto para teclado, ao qual deu o nome de sonatina. Em 1749 publicou sua mais ambiciosa composição até a data, um Magnificat para solistas, coro e orquestra. Desta época também data o primeiro volume do seu famoso tratado sobre a "verdadeira" arte de tocar o teclado, intitulado Versuch über die wahre Art das Clavier zu Spielen (1753). No período berlinense firmou-se sua reputação como um dos grandes virtuosos do teclado de seu tempo.
Em 1768 Bach pediu demissão. Ao ser liberado por Frederico, ao que parece depois de longas negociações, foi nomeado para o cargo de compositor da corte de sua irmã, a princesa Ana Amália, mas a nomeação era apenas honorária. Não obstante, o interesse de Ana Amália pelo oratório pode ter desempenhado algum papel na produção de Bach neste gênero.

### Hamburgo

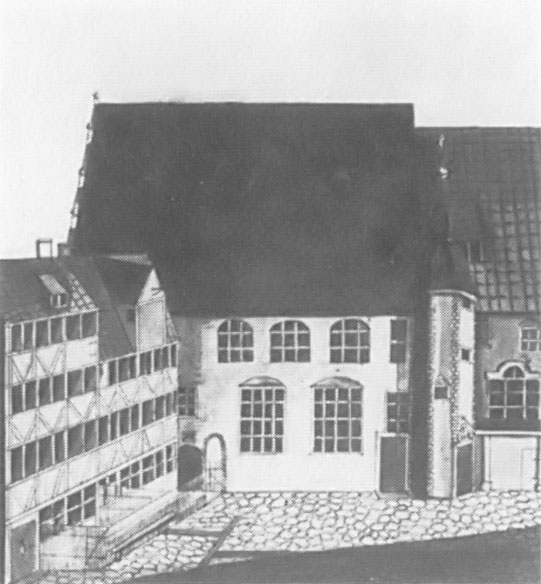
Detalhe do Johanneum de Hamburgo em 1744

Estabelecendo-se em Hamburgo, ali sucedeu a seu padrinho Telemann como kantor do colégio latino Johanneum e diretor musical municipal, com responsabilidade pela música executada nas cinco principais igrejas e em cerimônias cívicas, sendo instalado oficialmente em 9 de abril. Não são muito claras as razões pelas quais abandonou sua posição bem remunerada e confortável na corte prussiana, mas o contexto já não era o mesmo que havia encontrado no início e ao que parece ele considerou que ali se haviam esgotado as possibilidades de crescer em sua carreira. Hamburgo, de fato, era um campo muito dinâmico musical e culturalmente. Era uma grande cidade e tinha uma elite intensamente dedicada ao mecenato artístico, constituindo um largo mercado para a música, sendo também um dos principais centros operísticos da Alemanha. Bach nunca se dedicou à ópera, mas eram organizados cerca de 200 concertos anuais nas cinco principais igrejas. Assumir o cargo municipal representou para Bach manter uma atividade intensa e incessante, mas o colocou em uma posição de grande prestígio e influência. Também organizava concertos em sociedades musicais laicas, onde tocava e regia. Desta forma, Bach veio a dominar grande parte da vida musical de uma cidade que era uma das principais referências culturais da Alemanha.
Nesta fase continuou a manter amizades com eminentes poetas, filósofos e artistas, como Gotthold Ephraim Lessing e Friedrich Gottlieb Klopstock, estabeleceu contato epistolar com o enciclopedista francês Denis Diderot e os críticos musicais Johann Nikolaus Forkel e Johann Jacob Heinrich Westphal, e sua casa tornou-se um ponto de encontro para debates culturais e saraus. Também tinha interesse pela ciência natural, relacionando-se com os médicos e cientistas Johann Georg Büsch e Johann Heinrich Reimarus, e reuniu apreciável coleção de obras de arte, especialmente gravuras. Alguns relatos do período referem que era uma pessoa bem humorada, de finas maneiras, grande cultura literária e filosófica e bom trato social. Na era em que viveu, eram qualidades importantes para o sucesso em sociedade, e faziam parte do processo de emancipação política e autoafirmação da burguesia alemã, que em seus estratos superiores era muito ilustrada e influenciada por ideais iluministas. Curiosamente, havia poucos músicos em seu círculo mais íntimo de amizades, e segundo a opinião de Ellen Exner, isso pode sugerir que ele se via como uma figura mais ou menos isolada em seu próprio meio, ou, talvez, que se visse acima deles. Também pode ser que o alto status social da família de sua esposa, composta por grandes comerciantes, fosse um fator para afastá-lo dos músicos de seu tempo, cuja posição na sociedade não era muito elevada. Contudo, quase nada se sabe com segurança sobre sua vida privada, abrindo espaço para muita especulação.

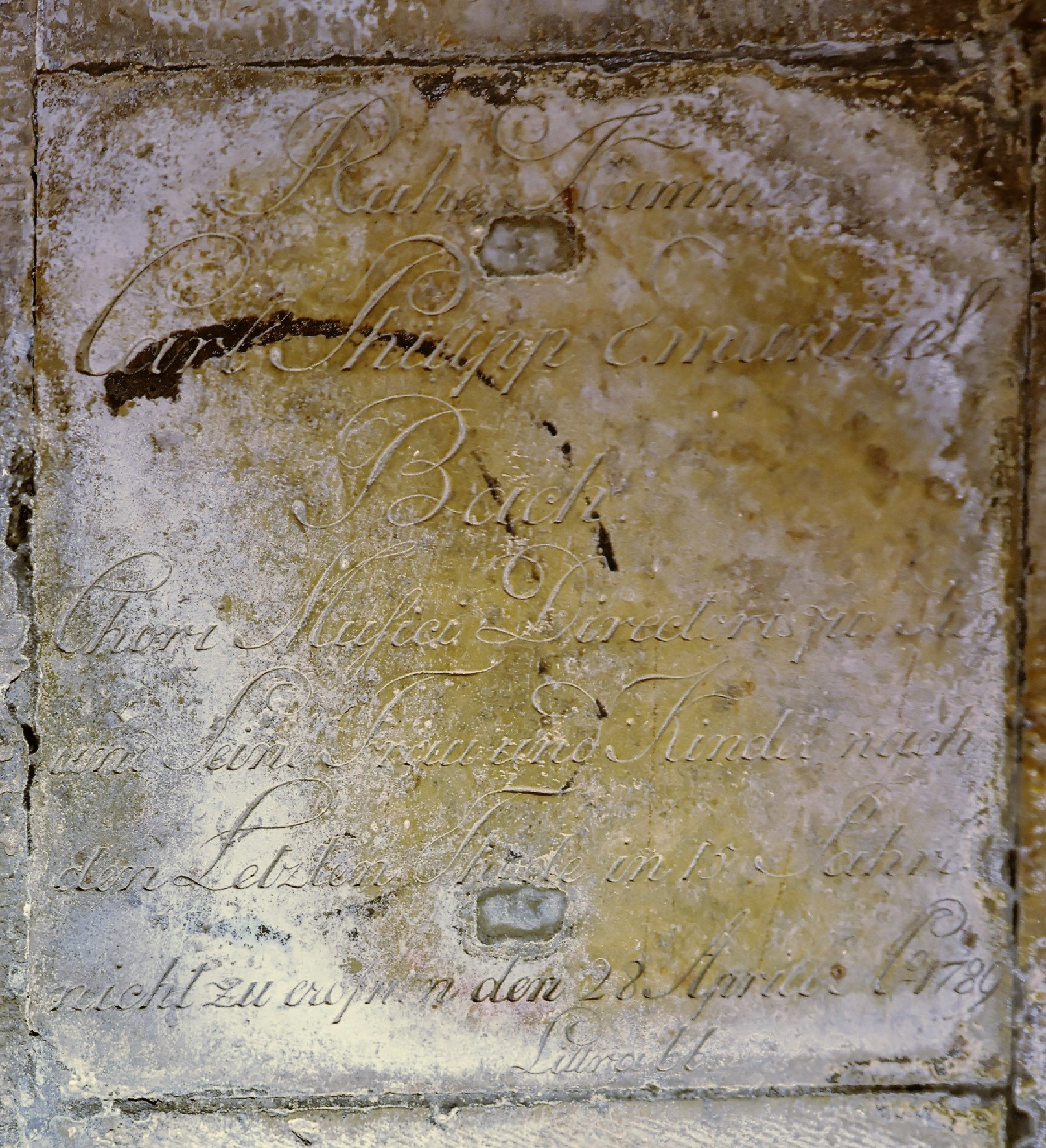
Lápide de sua tumba na cripta de São Miguel

Em consequência de seu novo ofício, passou a dedicar-se com mais atenção à música sacra, compondo várias peças neste gênero, algumas de grande envergadura, como oratórios, cantatas e paixões, e regendo música de outros compositores, que incluíam seu pai e Georg Friedrich Händel, muitas vezes em adaptações ou arranjos de sua autoria. Seus três oratórios, Os Israelitas no Deserto (1769), a Cantata da Paixão (1769/1770) e A Ressurreição e Ascensão de Jesus (1774) foram sucessos extraordinários. Ao mesmo tempo, também abriu uma editora para publicar suas próprias obras.
Depois de uma vida de intensa dedicação à sua arte, deixando obra volumosa que abrange quase todos os principais gêneros musicais cultivados em sua época, Bach morreu em Hamburgo em 14 de dezembro de 1788, por consequência de uma "doença do peito" não especificada, sendo enterrado cinco dias depois na cripta da Igreja de São Miguel. Na data de sua morte era reconhecido como um dos mais importantes compositores e virtuosos do norte da Alemanha.

## Obra

### Visão geral
Os trabalhos de Bach foram catalogados diversas vezes. O primeiro catálogo, incompleto, foi criado pelos seus testamenteiros, e uma versão revisada, ampliada e erudita foi oferecida em 1814 por Johann Friedrich Reichardt. Alfred Wotquenne em 1905 publicou uma nova versão, revisada e ampliada em 1989 por Ernst Eugene Helm. Wotquenne identifica as obras com as letras Wq seguidas de um número, e Helm com a letra H seguida de um número. O catálogo Helm lista 750 composições, mas nas últimas décadas várias outras peças vieram à luz, incluindo arranjos, cantatas e peças para teclado dos seus primeiros anos. Tanto o catálogo Wotquenne quando o catálogo Helm já estão ultrapassados mas ainda estão em uso, e está em preparação um catálogo atualizado com as últimas descobertas.
Cerca de três quartos da sua obra completa é de música instrumental, e metade foi composta para teclado, contando com fantasias, sonatas, rondòs e outras. Suas 123 peças de câmara abrangem uma variada instrumentação, com duas a 14 partes, em geral cada parte para um instrumento diferente, mas a maioria é de duos ou trios. Muitas são para solo com baixo contínuo de acompanhamento ou teclado obbligato, e os conjuntos de maiores dimensões em geral são escritos para sopros. Deixou também 19 sinfonias, uma série de concertos para teclado, quatro concertos para dois teclados, dois para órgão, quatro para flauta, dois para oboé e três para violoncelo. Vários desses concertos para outros instrumentos que não o teclado são arranjos dos escritos para teclado. Suas obras para voz em sua maioria empregam solistas, um coro e uma orquestra. Cinco peças são para coro a cappella e em sete o acompanhamento é provido apenas pelo baixo contínuo. Deixou ainda um tratado didático para o teclado, o famoso Versuch über die wahre Art das Clavier zu Spielen (Tratado sobre a verdadeira arte do teclado), publicado primeiro em 1753, continuado em 1762 e acompanhado de opúsculos menores com comentários.

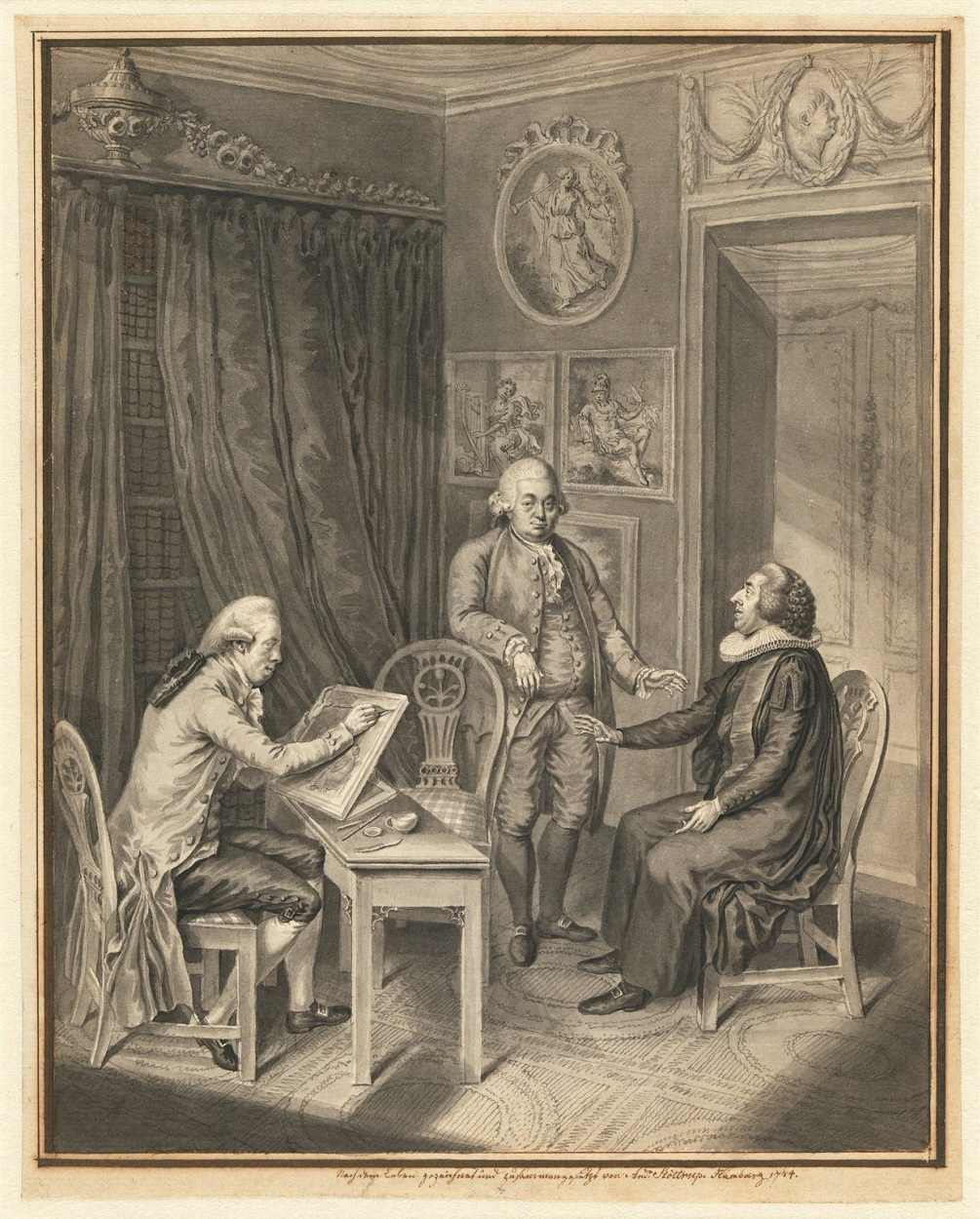
Reunião do artista Andreas Stöttrup, o pastor Christoph Christian Sturm e Carl Philipp Emanuel Bach, que aparece ao centro. Gravura de Andreas Stöttrup, 1784

A sua obra revela-se de amplo alcance emocional, tão sincera em pensamento como polida e feliz em argumento. A expressão fiel dos sentimentos em música era uma preocupação antiga entre compositores e intérpretes. Ganhou grande força no período Barroco com a articulação da doutrina dos afetos, um repertório e uma linguagem de elementos musicais padronizados de caráter retórico que serviam para caracterizar emoções específicas, e no tempo de Bach ainda era de interesse central para os músicos. Em parte a esse interesse se deve sua associação com vários poetas, literatos e filósofos de sua época, que debatiam a estética ligada à música e vários aspectos da criação e da linguagem artística, e suas relações com a natureza humana. No seu círculo de amizades estavam por exemplo os poetas Christian Gellert, Matthias Claudius, Friedrich Gottlieb Klopstock e Johann Wilhelm Ludwig Gleim, o pastor, teólogo e musicólogo Christoph Christian Sturm, o dramaturgo, filósofo e ensaísta Gotthold Ephraim Lessing, os ensaístas e críticos musicais Christian Gottfried Krause e Johann Adolph Scheibe, e os tradutores e escritores Johann Joachum Christoph Bode e Christoph Daniel Ebeling, todos nomes destacados e vários deles associados aos movimentos Empfindsamkeit (Sentimentalismo) e Sturm und Drang (Tempestade e Ímpeto).
Esses movimentos tinham caráter distinto mas alguns pontos em comum. Ambos tinham como uma de suas preocupações centrais a expressão artística do sentimento e da "alma" do compositor, mas sua manifestação era diversa. O estilo Empfindsamer é o que mais se aproxima da noção mais corrente de Rococó ou Estilo Galante, produzindo uma música basicamente homofônica com predomínio da melodia acompanhada e poucos elementos polifônicos, enfatizando uma sensibilidade refinada, intimista e sentimental que tinha na expressão da piedade, da ternura, da bondade, da virtude e da compaixão seus pontos ideológicos mais fortes e elevados, sem excluir toques de humor. O tratamento da melodia era original pela sua delicadeza e elegância e pela sua constante fragmentação em pequenas frases separadas por pausas. Também buscava-se um efeito de simplicidade e naturalidade, qualidades enaltecidas pelos iluministas, mas de fato essa música era muito sofisticada e exibia frequentes mudanças de atmosfera e sentimento. A música Sturm-und-Drangisch, por sua vez, se aproxima mais diretamente do universo romântico e da estética do sublime, com quebras de continuidade ainda mais duras, uma expressividade mais passional, extrovertida, pungente e violenta, e um caráter não raro fantástico e improvisativo, empregando intervalos melódicos incomuns e mudanças súbitas, drásticas e muitas vezes não preparadas na textura, na harmonia e no ritmo.

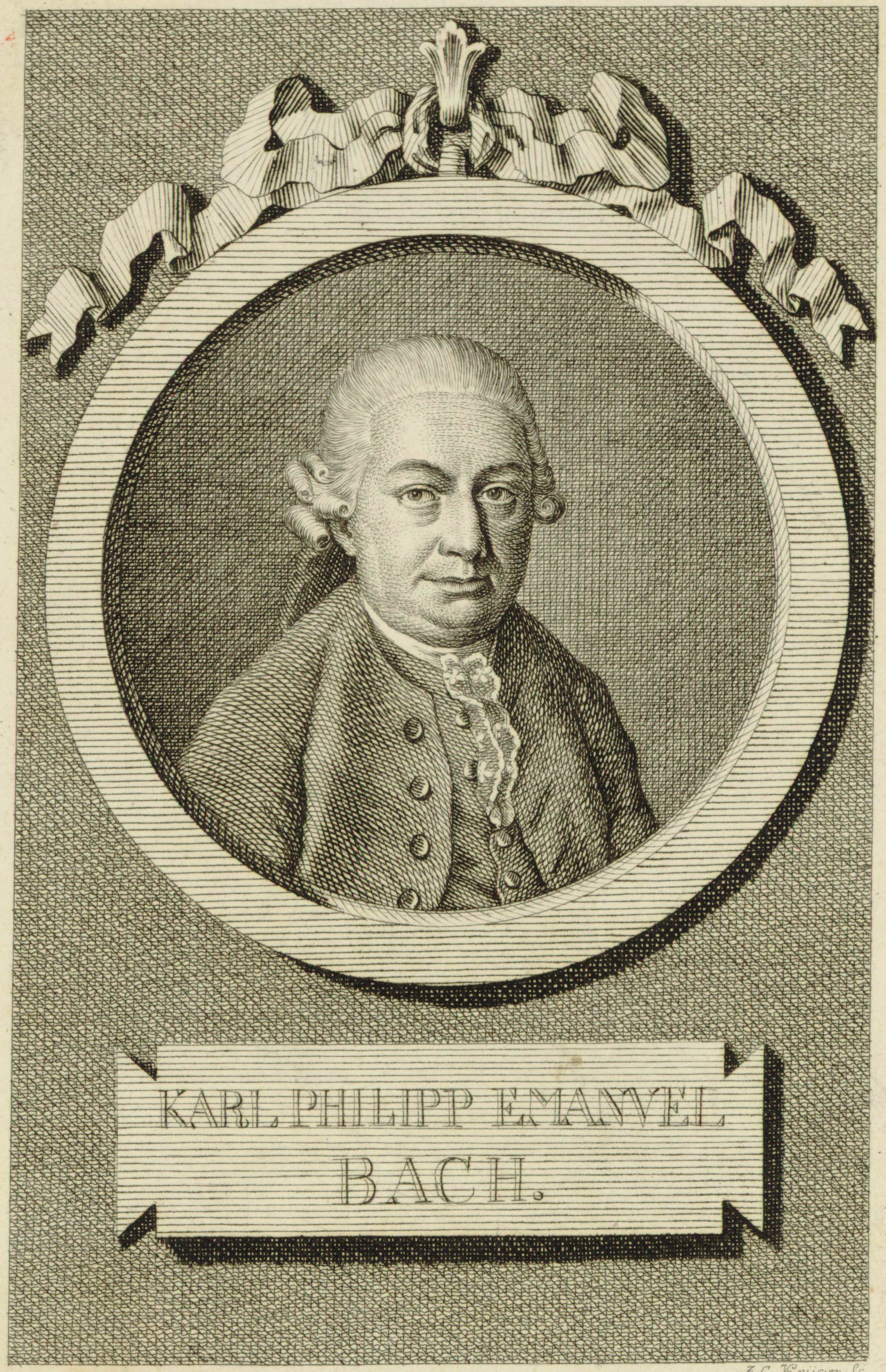
Bach em gravura de Johann Conrad Krüger

Ao mesmo tempo, é evidente sua dependência da geração anterior, ainda imersa a pleno na atmosfera barroca e monumentalmente representada pela obra de seu pai, de quem recebeu todo o seu treinamento, dependência refletida na perfeita ciência de seu ofício — Johann Sebastian era uma imagem acabada do músico completo, e dava grande importância a uma instrução sólida e integral em todos os aspectos da música —, no sólido conhecimento e assíduo uso da polifonia e do antigo sistema do baixo contínuo, na adoção das regras da retórica musical, no senso de forma, no gosto pelo contraste e pela dramaticidade, embora a partir desta base tomasse rumos bastante divergentes daqueles que Johann Sebastian escolheu para si. Bach, com efeito, estava muito consciente da posição histórica da música de sua geração, foi um dos poucos compositores do século XVIII que empregavam a expressão "história da música", tinha um vasto conhecimento da música de seu tempo e da produção das gerações anteriores e reconhecia a contribuição dos mestres do passado na construção de sua própria obra.
Na música de Bach são encontrados todos esses elementos, modernos e antigos, deixando uma obra de imensa variedade interna mas também, numa visão geral, de grande coesão estética, e a feliz combinação dessas fontes diversas em uma linguagem nova, altamente personalizada e de grande vivacidade e poder evocativo e expressivo, é um dos traços mais destacados na sua originalidade. Também seu trabalho como concertista, acompanhador, maestro, professor, kantor e mestre de capela definiram características importantes em sua música, capacitando-o a adequar suas composições a públicos específicos, que incluíam a refinada corte da Prússia, a burguesia de Hamburgo, os devotos da Igreja, os especialistas e também os estudantes e diletantes.
Sua contribuição para a articulação do idioma que se tornou mais associado ao Classicismo musical, por outro lado, está maiormente no campo do desenvolvimento temático, sendo um dos grandes reestruturadores da sonata barroca, dando passos essenciais para que Haydn, Mozart e Beethoven, os principais representantes da Primeira Escola de Viena, definitivamente a cristalizassem numa forma que se tornou a expressão mais típica e principal da música clássica, onde dois temas bem individualizados são apresentados na seção introdutória que se chamou "exposição", depois dialogam entre si e se transformam neste diálogo ao longo da seção de "desenvolvimento", encerrando com uma "recapitulação" onde eles são reafirmados, criando uma estrutura de fôlego muito mais largo e arquitetura muito mais sólida e integrada do que jamais a sonata fora durante o Barroco. Foi provavelmente o primeiro compositor a fazer uso da cor harmônica como um fim expressivo em si mesmo, sendo também neste aspecto um dos principais precursores do estilo consagrado pela Escola de Viena. Os avanços que introduziu se materializaram mais nitidamente através das suas sonatas para teclado, cujo conjunto é um importante marco na história desta forma específica e da escrita para este instrumento, descritas pela Encyclopaedia Britannica como "lúcidas em estilo, delicadas e ternas em expressão, são ainda mais notáveis pela liberdade e variedade de sua arquitetura, rompendo completamente com os rígidos padrões da escola italiana que se haviam fossilizado em pura convenção, substituindo-a por por um caráter mais largo e mais flexível, que os compositores da Escola de Viena tornariam capaz de um quase infinito desenvolvimento". Na análise geral de Doris Powers,
"A música de Bach é cheia de traços incomuns, que caracterizam seu estilo altamente individualizado e criativo. Ela é notável pelo seu rico uso da linguagem harmônica e pelas abruptas mudanças de harmonia. As melodias empregam métodos incomuns de obter contraste, com ritmos complicados e contrastes dinâmicos. Ele favorece mudanças súbitas de andamento e momentos de silêncio dispostos estrategicamente. Suas estruturas formais equilibram qualidades de unidade e variedade. [...] Tanto em suas atividades compositivas quanto em suas interpretações como solista, inclinou-se para a forma livre da fantasia e para a arte do improviso. Na música vocal, ele interpreta os textos com uma capacidade rara de expor musicalmente a essência do seu significado. Em resumo, sua música tem uma expressividade incomum, frequentemente definindo o que críticos tardios chamaram de Estilo Galante, um estilo cheio de sensibilidade e sentimento".

### Música para teclado solo
As composições para teclado perfazem o grosso da sua obra completa, com mais de 300 obras catalogadas nesta categoria, principalmente sonatas, que chegam a mais de 150, das quais em torno de uma centena foi publicada ainda em vida do autor. O restante das peças para teclado solo incluem fugas, suítes de danças, rondòs e fantasias. Os dois primeiros gêneros já estavam um pouco fora de moda em seu tempo, e nos dois outros ele deixou contribuições substanciais para a consolidação de sua fama como compositor original. Incluem-se neste grande grupo uma miscelânea de outras peças de dimensões variáveis e arranjos para teclado solo de sinfonias e concertos e algumas peças para órgão. As mais importantes coleções para teclado solo são as seis Sonatas Prussianas Wq 48, as seis Sonatas Württemberg Wq 49, as seis Sonatas com Reprises Variadas Wq 50 e as seis Coleções para Conhecedores e Diletantes Wq 55 / 56 / 57 / 58 / 59 / 61.
Os instrumentos para essas obras tinham diferentes características sonoras e técnicas, o que influiu no estilo diferenciado dos vários grupos. O principal instrumento de teclas da geração anterior era o cravo, que oferece uma sonoridade uniforme; no máximo, no caso dos cravos com dois manuais, possibilitava obter uma sonoridade forte e uma fraca, mas não eram capazes de produzir graduações variadas e sutilezas de intensidade (dinâmica). No tempo de Bach outros instrumentos de tecla foram aparecendo e ganhando rapidamente popularidade, o clavicórdio e o pianoforte, que possibilitam obter nuanças sutis de dinâmica, recursos que foram explorados consistentemente pelo compositor. O clavicórdio era o seu preferido e grande parte de sua música para solo reflete as suas específicas capacidades sonoras, embora muitas vezes o autor não tenha deixado indicação de qual instrumento de teclas deveria ser usado pelo intérprete. Bach utilizou clavicórdios e pianofortes construídos por Gottfried Silbermann, um famoso construtor de teclados naquela época, e Bach louvava muito as qualidades dos seus instrumentos. Já foi assinalado que ele se tornou um afamado virtuoso do teclado, e boa parte de seu prestígio deriva de sua capacidade de explorar com fins expressivos as diferenças dinâmicas. É ilustrativo o relato de Charles Burney:
"O senhor Bach sentou-se então junto ao seu clavicórdio Silbermann, seu instrumento favorito, no qual executou três ou quatro dentre as suas melhores e mais difíceis composições, com delicadeza, precisão e espírito, qualidades pelas quais ele é tão justamente celebrado entre seus conterrâneos. Nos movimentos lentos e patéticos, sempre que tinha uma nota longa para tocar, ele obrigava seu instrumento a produzir um tal grito de dor e lamento que somente pode ser obtido num clavicórdio, e talvez somente por ele".

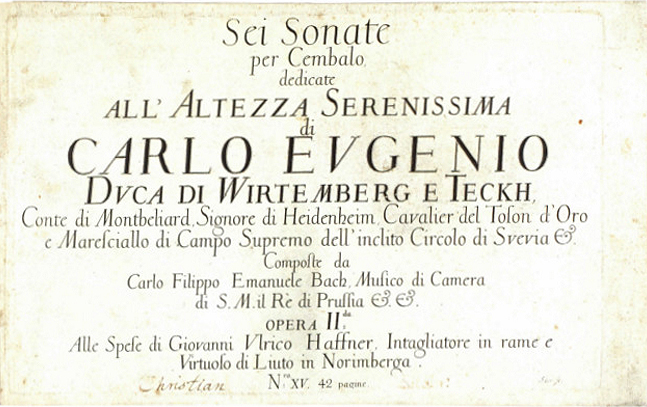
Frontispício das Sonatas Württemberg Wq 49

As sonatas Prussianas e Württemberg são as mais famosas e influentes neste grupo. Seus nomes derivam de suas dedicatórias. A primeira coleção foi composta entre 1740 e 1742 para o rei Frederico II da Prússia, e a segunda, escrita entre 1742 e 1744, foi oferecida para duque de Württemberg Carlos Eugênio, que foi seu aluno. Segundo Hans-Günter Ottenberg, um dos editores da última edição de suas obras completas, que ainda está em andamento, com elas Bach tornou-se um dos mais representativos compositores para teclado de sua época. Foram impressas múltiplas vezes e largamente copiadas em manuscritos. Haydn e Beethoven possuíam exemplares e sua própria música evidencia o quanto elas foram importantes para a consolidação dos seus estilos pessoais. Ao mesmo tempo, elas introduziram novidades na estrutura e na abordagem estilística da forma da sonata, tornando-se modelos vastamente imitados, e deram grandes subsídios para a cristalização da sonata clássica mais típica, sendo possivelmente as mais influentes coleções para teclado que circularam na segunda metade do século XVIII. Johann Friedrich Reichardt, autor do segundo catálogo temático do compositor, disse em 1796 que nenhuma música composta no gênero as superou em beleza, em ordem, na riqueza de sua harmonia e na nobreza de suas inspiração. O interesse por elas continuou no século XIX a despeito do declínio do prestígio geral do compositor, sendo reeditadas várias vezes. Todas possuem três movimentos, mas há grande variedade de abordagens nas seções individuais. Em geral o primeiro movimento tem uma estrutura que deriva da trio sonata barroca, o segundo é uma invenção livre, muitas vezes com o caráter de fantasia ou recitativo, e o terceiro usa ritmos de dança como a giga. A riqueza de soluções encontradas para o primeiro movimento, com notável desenvolvimento dos temas, é um fator decisivo para sua relevância na evolução da forma da sonata. Ao mesmo tempo, elas mostram um emprego ousado e imprevisível das relações harmônicas. Em todos os sentidos as sonatas Württemberg são mais avançadas que as Prussianas. Na apreciação de Ottenberg,
"Ele intensificou o ímpeto expressivo e dramático e também as possibilidades de variação. Ele continuamente encontra soluções compositivas surpreendentes, e exibe materiais motívicos de modo sempre novo, sem perder de vista o desenvolvimento temático e a unidade de conjunto. Ele reorganizou radicalmente o universo temático-motívico e adotou uma nova abordagem que Rudolf Steglich chamou de 'a reelaboração temática de motivos transformáveis'. Uma linguagem tonal tão subjetivamente intensificada e compositivamente avançada deve ter surpreendido seus contemporâneos de forma inaudita, e o mesmo efeito deve ter ocorrido em relação à sua estrutura narrativa".
Também são importantes suas três séries de Sonatas com Reprises Variadas, das quais a mais notada é a primeira (Wq 50), publicada em 1760, cujo grande sucesso o estimulou a compor suas continuações. Elas têm um elevado valor artístico, contendo exemplos em estéticas diversificadas, que vão do mais leve Estilo Galante a peças com movimentos de denso caráter sinfônico. Em termos formais elas empregam a antiga forma da sonata com ritornelli (repetição literal das seções), mas o autor escreveu por extenso as ornamentações e variações das reprises (daí o nome das coleções), que usualmente não eram anotadas nas partituras e sim deixadas ao critério do executante, tendo por isso um caráter claramente didático e sendo ao mesmo tempo documentos valiosos tanto do seu método de variação e ornamentação quanto do processo evolutivo da forma sonata, que iniciava sua libertação dos ritornelli em direção ao método de desenvolvimento temático que se fixou na música clássica.
As seis Coleções para Conhecedores e Diletantes Wq 55 / 56 / 57 / 58 / 59 / 61 merecem nota pelo seu amplo escopo, sendo o mais ambicioso projeto do autor, ao qual ele devotou a maior parte de suas energias nos seus últimos dez anos de vida. O título pode ser enganoso: ao que parece ele não tinha em mente executantes mais ou menos competentes, mas de acordo com o significado que as palavras tinham naquele tempo, provavelmente ele se referia, no primeiro caso, a tecladistas que estavam também envolvidos na criação musical, em contraste com os que apenas interpretavam obras alheias. De fato, as peças têm em geral um alto grau de dificuldade, que gerou críticas e foi um dos fatores que fizeram as vendas das últimas coleções cair pela metade em relação às primeiras. Todas trazem seis peças cada, salvo a quarta, com sete, e incluem sonatas, rondòs e fantasias. Elas seguem a linha estética das outras sonatas, foram planejadas especificamente para execução ao clavicórdio ou no pianoforte, e dão novas provas do seu talento para a exploração infinita de novos recursos. Entre a crítica a recepção das coleções foi em geral muito favorável, louvando sua inesgotável inventividade. A inclusão de rondòs, gênero que surgira recentemente e cuja novidade causara excitação, foi outro motivo para sua grande popularidade. Segundo David Schulenberg, esses rondòs e fantasias são suas mais importantes composições para o teclado fora do domínio da sonata, cheios de vivacidade e inventividade e de um nível tão consistentemente alto que fica difícil destacar alguma peça isolada. Quando a quinta coleção apareceu em 1786, o Magazin der Musik deixou uma nota elogiosa que reflete o espírito de todo o conjunto:
"O gênio musical de nosso grande Bach parece de fato ser inexaurível. Por mais que alguém estude suas sonatas, rondòs e fantasias, das quais ele continuamente nos oferece novos exemplos, e por mais que se possa compará-las entre si ou com o trabalho de outros mestres, sempre descobrimos que cada peça é inteiramente nova e original em sua invenção, e ao mesmo tempo o espírito de Bach está inequivocamente presente em todas elas; assim este compositor é literalmente incomparável".
| Freie Fantasie, em fá sustenido maior |
|                                       |
| Joan Benson, cravo                    |

| Solfeggietto, Wq.117.1 / H.220 |  |
|                                |  |
|                                |  |

### Música orquestral

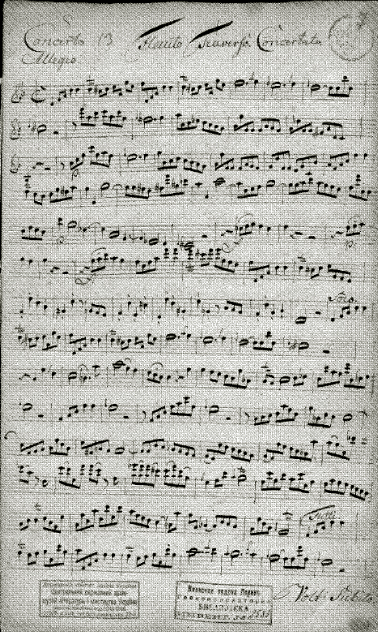
Manuscrito da parte de flauta do allegro do Concerto para Flauta e Orquestra H.484.1, c. 1780

Neste grupo se incluem seus concertos, sinfonias e sonatinas. Escreveu concertos para flauta, oboé, violoncelo e teclado, vários deles são arranjos de sinfonias ou outras composições, e vários não especificam claramente qual deveria ser o instrumento solista. Bach escreveu concertos ao longo de toda a sua carreira, compondo um total de mais de cinquenta, e eles refletem as variadas circunstâncias de sua gênese. Enquanto os primeiros são derivações diretas das tradições mais antigas e das práticas dos colégios musicais, dos quais Bach fez parte, os do período médio são influenciados pelo ambiente cortesão de Berlim e refletem os gostos típicos da elite, e os últimos almejavam atingir um público basicamente burguês que era habitual nos concertos públicos de Hamburgo. Segundo Peter Wollny, o estilo dos concertos é tão diversificado quanto os públicos distintos para os quais foram compostos. Os primeiros surgiram quando o gênero do concerto para solista e orquestra ainda era novidade, e por isso as obras de Bach são uma contribuição importante para a história do gênero. Contudo, em termos de forma eles ainda são bastante convencionais, derivando sua estrutura do antigo concerto grosso em sua separação clara entre as intervenções do solista e da orquestra, mas seu idioma harmônico já é personalizado. As transformações que o gênero sofreu nas suas mãos se mostram na crescente variedade dos diálogos entre o solo e a orquestra, nas suas dimensões ampliadas, e na progressiva complexidade da sua escrita e do seu caráter sinfônico. Em sua maioria, exigem solistas profissionais de alto gabarito, embora alguns fossem compostos provavelmente para amadores. Os concertos hamburgueses são os mais progressistas em termos de estrutura e estilo, e mostram uma crescente preocupação com a unidade formal, expressa no uso mais sistemático e avançado da forma sonata, às vezes até recapitulando material dos primeiros movimentos no último, criando uma arquitetura muito integrada.
| Allegro, do Concerto para Flauta em sol maior            |
|                                                          |
| Advent Chamber Orchestra e Constance Schoepflin (flauta) |

| Largo, do Concerto para Flauta em sol maior              |
|                                                          |
| Advent Chamber Orchestra e Constance Schoepflin (flauta) |

| Presto, do Concerto para Flauta em sol maior             |
|                                                          |
| Advent Chamber Orchestra e Constance Schoepflin (flauta) |

Os que têm o teclado como instrumento solista, treze no total, são os mais inovadores do conjunto, contribuíram significativamente para o estabelecimento de sua reputação como compositor, e foram uma importante influência para a geração seguinte, notadamente na produção concertante de Mozart, que deles retirou muitos ensinamentos em termos de estrutura, do uso expressivo das dinâmicas e da atmosfera de recitativo e lirismo dos movimentos lentos. Vários foram revisados depois de sua composição, muitas vezes modificando drasticamente sua substância. Destaca-se no conjunto o Concerto em ré maior Wq 11, de expressão sóbria e concentrada e intenso conteúdo dramático, distante dos espírito leve, ornamental e despreocupado mais comumente associado ao Estilo Galante. Seu allegro inicial ainda remete à forma antiga da sonata, com apenas um tema principal e variações, mas o material polifônico é limitado, indicando um caminho progressista. Também é notável a coleção de Seis Concertos para Cravo Concertato Wq 43, pelo fato de se dirigir a um público amplo onde se incluíam amadores, tornando-se muito apreciada. Não obstante, sua escrita é muitas vezes exigente. No geral eles seguem o modelo básico do concerto popular no norte da Alemanha, mas em muitos pontos são experimentais e inventivos, ultrapassando as convenções estabelecidas para o gênero. Nos movimentos lentos, de qualidades líricas ou patéticas, ele se mostra em geral mais original, explorando relações tonais incomuns e exibindo grande liberdade na estrutura, sem abandonar um poderoso sendo de coesão formal. A imprensa de Hamburgo comentou essas obras em 1772:
"Finalmente podemos anunciar aos conhecedores e entusiastas da música a publicação completa dos seis excelentes concertos para cravo do nosso estimado senhor Bach, pelos quais estivemos longamente esperando com impaciente ansiedade. Todos os seis satisfazem as expectativas que formamos a partir das obras-primas de um intérprete como ele, que conhece todos os mais belos aspectos do instrumento. Uma nobre melodia é acompanhada por bem escolhidas harmonias, ajustando-se às características do instrumento da melhor maneira, com passagens brilhantes nas quais o músico pode demonstrar sua habilidade e seu instrumento da forma mais vantajosa, embora o senhor Bach tenha tido cuidados para torná-los acessíveis aos amadores".

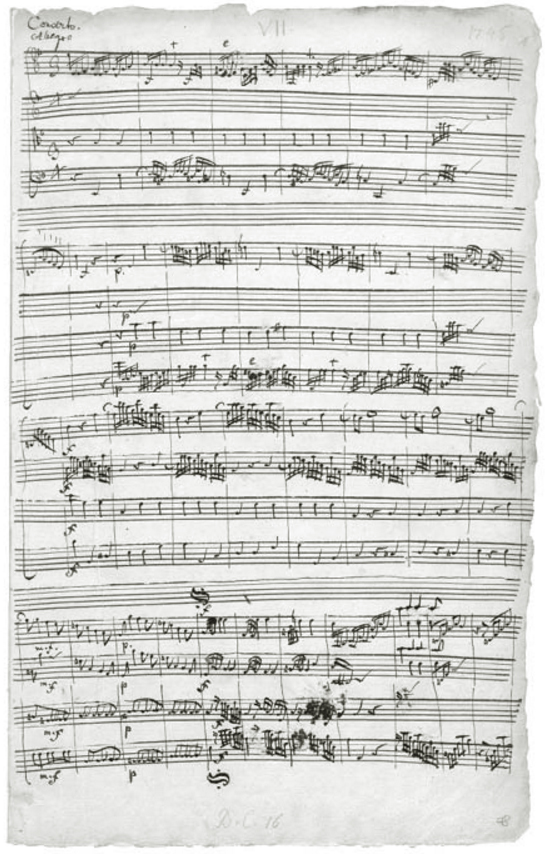
Página manuscrita do allegro do Concerto para Teclado em mi menor Wq 15

Ainda que os concertos fossem parte essencial de sua vida profissional, em particular os de teclado, nos quais atuava como solista, suas sinfonias não atendem a uma necessidade prática semelhante, e formam um grupo relativamente pequeno de dezoito exemplos. Oito datam do período berlinense e nada se sabe sobre as circunstâncias de sua composição, mas elas parecem atender às necessidades das sociedades musicais da cidade, que imitavam as preferências da corte e as difundiam entre a burguesia ilustrada, contribuindo para formar o gosto em ampla escala. Entre as mais importantes dessas sociedades estava a Musikübende Gesellschaft, fundada em 1749, que tinha como hábito executar "somente as mais recentes e melhores aberturas, sinfonias e trios". Várias cópias manuscritas de sinfonias de Bach foram encontradas nos antigos arquivos desta sociedade. Seu estilo trai a influência de Johann Gottlieb Graun, que seguia uma estética italianizada favorecida pela corte prussiana. Já o grupo restante do período hamburguês exibe uma abordagem nova e mais pessoal, e foi fruto de encomendas: seis para o barão Gottfried van Swieten e seis para um mecenas não identificado. A partir de relatos da época, que sugerem a existência de um total maior, conclui-se que várias sinfonias foram perdidas. Várias peças sobrevivem em manuscritos, mas sua autoria tem sido disputada. Todas as peças autênticas têm três movimentos, no esquema rápido-lento-rápido. O primeiro movimento é sempre o de maior fôlego e o mais ambicioso técnica e estilisticamente, fazendo uso regular da forma sonata.
Os primeiros exemplos ainda se espelham na antiga sonata com ritornello, mas a partir das últimas sinfonias berlinenes este modelo começa a ser rompido em favor de uma estruturação tripartida que aponta para a emergência do princípio da exposição-desenvolvimento-recapitulação típico da sonata clássica, chegando a uma culminação na última coleção deste grupo. As seis obras compostas para van Swieten são mais arrojadas que as berlineses, com muitas passagens virtuosísticas, um crescente uso de modulações exóticas e abruptas mudanças de dinâmica, tonalidade e material motívico, e na opinião de Adams se distinguem das precedentes pelo seu caráter aventuresco e experimental. Os movimentos lentos em todas elas são funcionalmente elementos de transição tonal entre o primeiro e terceiro movimentos, e estes são muitas vezes quase tão substanciosos quanto os primeiros, mas usam ritmos de dança e têm em geral estrutura bipartida com ritornelli. Muitas vezes Bach solicitou que suas sinfonias fossem executadas sem pausas entre os movimentos. Sua escrita orquestral também reflete a evolução estilística. As primeiras, segundo as práticas italianas, usam os violinos em uníssono, com raras passagens em terças, as violas dobram os baixos uma oitava acima e a partitura não inclui sopros. Mais tarde ele enriqueceu consideravelmente as texturas, culminando nas sinfonias Wq 183 com doze partes diferentes. As quatro e últimas obras agrupadas sob a catalogação Wq 183 representam o ápice de sua escrita sinfônica. Elas possuem uma textura completamente desenvolvida em termos orquestrais, e além do baixo contínuo, onipresente em todas as sinfonias, nestas o autor acrescentou uma parte para violoncelo obbligato. Foi a única coleção impressa ainda em sua vida, e ganhou o mais alto favor da crítica entre todas desde sua estreia em 1776, quando o Hamburgische unpartheyische Correspondent noticiou:
"Anteontem na Konzertsaal auf dem Kamp o mestre de capela Bach conduziu quatro grandes sinfonias que recentemente havia composto. A orquestra era talvez a maior que Hamburgo viu nos últimos tempos. Consistia em cerca de quarenta profissionais e alguns amadores, que executaram essas sinfonias incomparáveis e únicas com tal precisão e espírito que o senhor Bach louvou publicamente sua perícia e a audiência deu as mais vivas expressões de sua aprovação".
Christoph Friedrich Nicolai deixou outro testemunho do grande impacto que elas provocaram em seu tempo:
"Qualquer um que desejar encontrar um compositor tão verdadeiramente original quanto nosso Bach, que persegue livremente seus próprios caminhos, desimpedido de todo costume ou moda, atenderá ao desejo de seu coração nestas esplêndidas e únicas sinfonias. Em nenhuma de suas outras obras este grande mestre mostrou-se tão original quanto nestas; por causa disso, essas sinfonias apresentam algumas dificuldades de execução, mas quando elas são superadas, contudo, o esforço é plenamente recompensado. Obras como estas são dons que somente Bach pode oferecer, e portanto todos os verdadeiros amigos da arte desejariam que Bach nos desse somente obras deste quilate".
Esta coleção traz os mais avançados exemplos da sua abordagem progressista da forma sonata. As tonalidades básicas dos três movimentos são fortemente encadeadas, embora internamente as modulações conduzam o discurso por longínquas paragens antes de retornar à base. Segundo Kidger & Fisher, o mais significativo das últimas sinfonias é o uso avançado das técnicas de variação e de desenvolvimento temático. Contudo, ainda restam sinais da antiga sonata com ritornello, o que pode explicar o seu uso de fortes contrastes de textura e dinâmica e de elementos polifônicos, a fim de emprestar maior variedade à forma. A coleção foi reeditada várias vezes no século XIX e no século XX, constituindo o único grupo de sinfonias compostas em sua geração que jamais saiu inteiramente do repertório, e a qualidade do conjunto de sua produção neste gênero o coloca como um dos principais sinfonistas de sua geração.
As sonatinas são um gênero inventando por Bach que fica a meio caminho entre a música de câmara e a música de orquestra e entre a suíte e o concerto. Todas foram compostas para um ou dois teclados solo e uma orquestra, surgindo no breve intervalo de 1762–1764, quando ainda estava em Berlim. Não ofereceu exemplos comparáveis nem antes nem depois, e nem existem similares diretos na obra de outros compositores alemães. Todas, exceto uma, trazem os movimentos numa mesma tonalidade, um padrão comum para suítes mas não para concertos. A estrutura dos movimentos individuais (sempre dois ou três) varia de longas seções bipartidas a uma sucessão de formas de danças com reprises da capo literais ou variadas. O acompanhamento dos solos é em geral reduzido a poucos instrumentos, em geral duas flautas e orquestra de cordas a quatro partes, além de um baixo contínuo. As exigências técnicas para o solista não são muito altas e sua parte dobra em larga medida o acompanhamento, e isso leva a crer que se destinassem a amadores ou a um público mais popular. O autor revisou muitas delas no período hamburguês, expandindo a instrumentação com uma combinação variável de trompas, trompetes, tímpanos, oboés, fagote e cordas adicionais, além de incrementar consideravelmente as partes do solo e do baixo contínuo, emprestando-lhes qualidades concertantes, ainda que sua estrutura geral não se modifique e divirja do modelo padrão do concerto. Este grupo de peças tem resistido a qualquer definição precisa, e por isso tem sido pouco explorado pelos pesquisadores, mas na avaliação de Peter Wollny o seu estudo é essencial para a compreensão do seu estilo tardio de escrita orquestral.

### Música de câmara

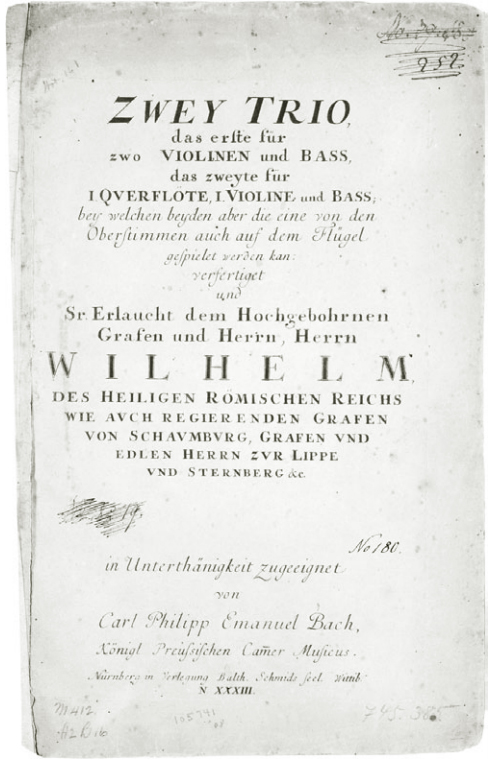
Frontispício para Duas Trio Sonatas Wq.161 para dois violinos e baixo ou violino e teclado

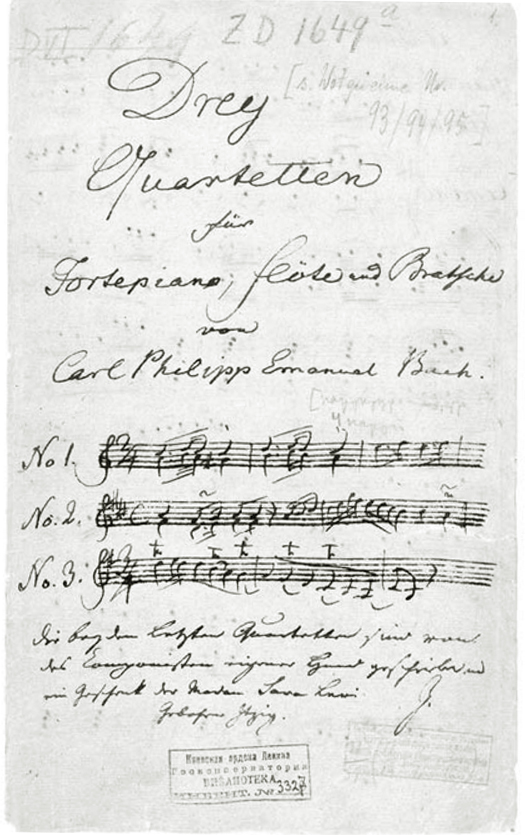
Manuscrito dos quartetos para teclado, flauta e viola, cópia de Carl Friedrich Zelter

Mesmo que sua música de câmara não tenha a mesma amplitude que suas obras para teclado solo ou orquestra, nem tenham exercido influência comparável, ainda assim seu valor artístico não é inferior às outras. Nesta categoria entram trios e duos com baixo contínuo ou solo, quartetos e peças para vários instrumentos mistos, incluindo teclado, muitas vezes consistindo em música de ocasião ou para ser usada no ambiente doméstico ou nas récitas semipúblicas promovidas pelas sociedades musicais de seu tempo. No entanto, em geral elas mostram uma grande compreensão das capacidades específicas de cada instrumento e são peças expressivas e perfeitamente acabadas. A maioria segue os padrões estruturais da trio sonata, empregando recursos polifônicos mais abundantemente, harmonias atraentes e melodias cantabili, mas em muitos casos, como ocorreu em suas obras mais ambiciosas, a forma da sonata é trabalhada progressivamente. Aparecem também danças e peças mais livres.
No grupo classificado como "Sonatas Solo" se incluem uma sonata para flauta sem acompanhamento e quinze para instrumentos de sopro ou corda acompanhados de baixo contínuo. As duas que requerem a flauta e que foram compostas em Frankfurt são peças fáceis e provavelmente se destinavam a amadores. Cinco outras compostas em Berlim para o mesmo instrumento já são peças de maior complexidade e fôlego mais alentado. As sonatas para violoncelo e para viola da gamba também são peças exigentes. A sonata para oboé é outra composição acessível, e a escrita para harpa parece ser a mais experimental de todo o grupo, com uma melodia intrincada na voz superior, muitos cromatismos e uma ornamentação complexa, e seu baixo contínuo em vários momentos prescinde do teclado e emprega o violoncelo solo.
O grupo composto pelas "Trio Sonatas" usa dois instrumentos agudos e um grave, cuja escolha em muitos casos fica a critério dos executantes, mas a maioria sugere o uso de flauta, violino ou oboé para as vozes superiores e violoncelo ou fagote para o baixo. Por outro lado, podiam ser executadas apenas por um instrumento agudo e um teclado, encarregado das duas outras partes. Exige-se em geral também o uso de um baixo contínuo, mas em várias peças a linha de baixo não tem as cifras correspondentes. Foram compostas em sua inteireza no período berlinense, entre 1745 e 1756. Na sua primeira fase as peças são arcaizantes, herdeiras diretas da tradição da trio sonata barroca, naquele período o principal campo de experimentação e onde os compositores provavam suas mais altas habilidades. Concordemente, elas empregam muita polifonia, atribuindo um peso igual aos três instrumentos solo. A grande quantidade de manuscritos sobreviventes aponta para uma alta popularidade deste conjunto. As quatro sonatas para violino e teclado Wq 75–78, compostas em 1763, merecem um destaque por inaugurarem uma nova abordagem do gênero do trio sonata. Na análise de Doris Powers,
"A novidade do Wq 75–78 pode ser detectada em vários níveis: suas formas expansivas, sua expressividade sutil, em seu estilo virtuosístico, no uso de tipos de movimentos incomuns e no abandono parcial da estrita textura a três partes em favor de um diálogo mais efetivo entre dois executantes. Na sua escrita avançada para o teclado, bem como nas meticulosas e sistemáticas marcações de articulação, dinâmica e ornamentos, essas obras se aproximam das Sonatas com Reprises Variadas. [...] Junto com seus ritmos intrincados e sua organização métrica, as sonatas Wq 75–78 se distinguem dos seus trabalhos anteriores por uma sistemática elaboração e transformação do material temático e motívico. [...] Depois da finalização do Wq 75–78, Bach escreveu somente mais uma peça no estilo tradicional, o Trio para Flauta e Teclado em dó maior Wq 87 (1766). Após uma década de interrupção ele voltou à música de câmara, mas essas obras tardias pertencem a um gênero inteiramente distinto".
Resta ainda um grande conjunto de obras em variadas formações instrumentais, algumas bastante incomuns para sua época, onde se incluem órgãos automáticos e caixas de música, demonstrando seu interesse pela pesquisa de novas sonoridades e possibilidades texturais. Boa parte dessas peças é de ocasião ou destinada a amadores, e circulou muito limitadamente no século XVIII, sobrevivendo poucos manuscritos e edições impressas. Um grupo menor, por outro lado, é mais sofisticado e exigente e teve uma divulgação considerável. Grande parte são arranjos de obras anteriores para novos formatos, ou serviram de base para arranjos posteriores em maior escala. No geral elas seguem a evolução estilística que caracterizou suas outras obras, onde fica evidente sua exploração da forma sonata.
| Sonata para Flauta e Cravo em sol maior      |
|                                              |
| Alex Murray, flauta; Martha Goldstein, cravo |

| Peça para caixa de música Wq 193/6 |  |
|                                    |  |
|                                    |  |

### Música sacra
Bach deixou um grosso corpo de composições sacras, muitas delas de largas dimensões, como oratórios, cantatas e paixões. Embora seja uma parte de grande importância em sua obra completa, com trabalhos de elevado mérito, é talvez a parte menos conhecida do grande público e a menos estudada de sua produção. Ao suceder Georg Philipp Telemann como diretor musical de Hamburgo, ele continuou tendo que organizar a música das cinco principais igrejas da cidade: São Pedro, São Nicolau, São Jacó, Santa Catarina e São Miguel. Isso exigia a composição de cantatas sacras, paixões, pequenas peças corais para vésperas, salmos e dias festivos, obras laudatórias para a instalação de novos pastores e outros oficiais do clero. Também estava associada ao cargo a obrigação de compor peças fúnebres para grandes burgueses e funcionários públicos, ou serenatas festivas para cerimônias civis, como a posse de novos burgomestres ou outros altos funcionários públicos. Nem sempre ele ofereceu obras suas nesses serviços, usando também um grande repertório que estava à disposição, como era uma praxe da época.

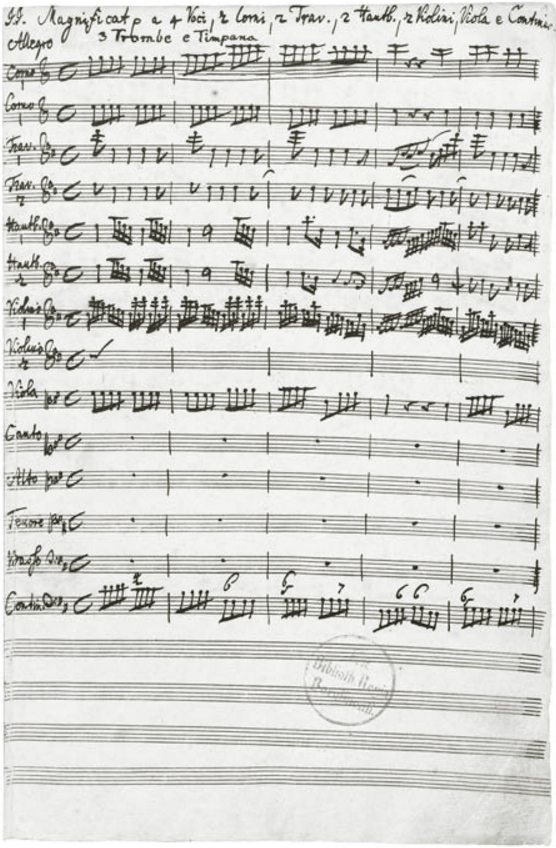
Página manuscrita do Magnificat, da seção Magnificat anima mea

Neste conjunto se destacam em especial os oratórios em termos de qualidade intrínseca e recepção histórica. Suas peças neste gênero trazem textos inspirados na Bíblia e são compostas para solistas vocais, coro e orquestra. Apesar de sua temática religiosa, não se destinavam propriamente ao culto, podendo ser executados como concertos fora das igrejas, ao contrário das suas cantatas e suas paixões, partes integrais da liturgia protestante. Além disso, comparativamente, são as peças de maior fôlego e maior ênfase dramática, sendo equivalentes sacros das óperas profanas, contando com uma sucessão de árias, recitativos e coros. Deixou três peças neste gênero: Die Israeliten in der Wüste Wq 238 (Os Israelitas no Deserto), Die Auferstehung und Himmelfahrt Jesu Wq 240 (A Ressurreição e Ascensão de Jesus), e a chamada Passions-Cantate Wq 233 (Cantata da Paixão). Elas, junto com o seu Magnificat Wq 215, consolidaram sua reputação como grande compositor sacro.
O Magnificat foi a sua primeira composição sacra de grande envergadura, finalizado em Berlim em 1749, e substancialmente revisto em Hamburgo antes de 1779, quando foi executado nesta cidade pela primeira vez. Provavelmente houve algumas audições parciais antes disso. Outras revisões foram feitas na década de 1780. Trata-se de uma peça própria para o culto mariano, com solistas vocais, coro e orquestra, contendo uma sucessão de árias e coros. Sua recepção foi muito positiva até depois de sua morte.
Suas cantatas são em muitos aspectos peças similares aos oratórios, embora menores e menos ambiciosas e mais intimamente ligadas ao culto, sendo associadas a determinadas festividades do calendário litúrgico, como o Natal, a Páscoa, a Festa de São Miguel e o Pentecostes. Desta forma, muitas vezes sua escrita é mais exuberante e brilhante que as paixões e oratórios, usam também recursos polifônicos e harmonizações de corais luteranos. Suas poucas peças para festividades cívicas em tudo se assemelham ao modelo geral da cantata sacra, tendo um caráter celebratório.
Sobrevivem 21 paixões de sua autoria, um gênero tradicional na Alemanha que na época de Bach já tinha cem anos, e que narra a vida de Jesus segundo os Evangelhos. As obras de Bach utilizam muito material de outros autores ou fazem arranjos de obras suas mais antigas, uma prática comum naquele tempo, e são herdeiras diretas do modelo estabelecido na fase final da carreira de Georg Philipp Telemann. Também são compostas para solistas vocais, tendo Jesus como personagem protagonista, acompanhado de outros solistas para figuras importantes, e um coro que faz comentários sobre a ação principal ou dá voz alternativamente a coletividades como os discípulos, o povo, os soldados romanos, os sacerdotes judeus, etc., com apoio de uma orquestra. Os personagens principais se manifestam em geral através de recitativos ou ariosi, com árias mais raras, e Jesus é mais frequentemente retratado em sua condição humana e não divina, como o "Homem das Dores" e o "Amigo da Humanidade", acompanhando uma nova orientação teológica de sua época, que enfatizava a piedade, o amor e a paciência diante do sofrimento. Sendo obras integradas ao culto, são de curta duração, as mais longas não excedendo uma hora, e empregam um conjunto reduzido de executantes. A recepção dessas obras não é bem conhecida. Um relato de Charles Burney em sua visita a Hamburgo de 1772, onde encontrou-se com Bach, refere que a comunidade da igreja dava pouca atenção à música e muitas vezes, tendo apenas estudantes ou amadores à disposição, ela era mal executada:
"O senhor Bach me acompanhou à Igreja de Santa Catarina, onde ouvi uma boa música de sua autoria, muito mal interpretada para uma congregação completamente desatenta. Este homem certamente nasceu para escrever para grandes intérpretes, e para uma refinada audiência, mas agora ele parece estar fora de seu elemento. Ocorre uma flutuação nas artes de toda cidade e país onde elas são cultivadas, e este não é um período brilhante para a música de Hamburgo. Na Igreja, e depois no caminho para casa, tivemos uma conversa assaz interessante: ele me disse que se estivesse em um lugar onde suas obras pudessem ser bem executadas e bem ouvidas, ele certamente se mataria no esforço de agradar, mas agora 'Adeus música!', ele disse, 'esse povo são boas pessoas para a vida social, e aqui desfruto de mais tranquilidade e independência do que tinha na corte; [mas] depois que cheguei aos cinquenta anos eu desisti e disse Vamos comer e beber, pois amanhã estaremos mortos!, e agora me conformei com esta situação, exceto quando encontro pessoas de gosto e discernimento, que merecem melhor música do que aquela que lhes damos aqui'."

### Canções
Outra seção importante mas menos conhecida de sua produção é constituída pelos lieder (canções alemãs), tendo deixado mais de 250 exemplos, o que o torna um dos mais prolíficos compositores do gênero e um elemento fundamental na sua evolução histórica. Deixou peças em todas as fases de sua carreira, mas elas se distribuem irregularmente ao longo do tempo. Na fase berlinense provavelmente foi influenciado pelo ativo grupo de cançonetistas da cidade, onde formou-se verdadeira escola, sendo de fato um dos seus melhores representantes, mesmo que sua posição exata dentro desta escola ainda não tenha sido bem determinada. Não há sinais de que tenha participado ativamente do debate estético em torno do gênero, que em sua época polemizava em torno dos méritos do lied em comparação com a chanson francesa, e em certos aspectos suas obras deste período se afastam das convenções locais. Na fase hamburguesa a produção de lieder tomou novo fôlego, como prova a ampla difusão dos seus exemplares, impressos em várias coletâneas e avulsamente ou em séries pessoais, e recebidos pela crítica em geral com muito agrado e, não raro, entusiasmo. Seu modelo básico consiste na musicalização de poesia com várias estrofes, com a mesma música repetida em todas elas ou com seções contrastantes, com um cantor solista e um teclado de acompanhamento, embora haja uma grande variedade de abordagens, que dependiam do conteúdo textual. Algumas canções são extensas e de estrutura variável, aproximando-se do perfil de uma cantata de câmara. Muitas vezes a parte de teclado deixa de ser mero acompanhamento e assume um protagonismo comparável ao da voz. Apesar do caráter profano dos seus lieder, visível em particular na sua fase berlinense, onde cultivou com frequência um tratamento lírico e de inspiração pastoral, muitos outros, especialmente os tardios, têm textos parafraseados das Escrituras ou são devocionais, destinando-se à edificação moral e espiritual do público, com um tratamento mais austero e solene; vários foram arranjados como corais e usados em suas paixões, salmos e motetos sacros. Bach tinha grande cultura literária e filosófica e aguda sensibilidade para a poesia, e os poetas que preferia eram escritores renomados, incluindo Carl Friedrich Cramer, Christoph Christian Sturm, Christian Fürchtegott Gellert e Friedrich Gottlieb Klopstock.

## Professor
A educação que Bach recebeu de seu pai sem duvida foi ampla e sólida. Johann Sebastian ensinava seus filhos e outros discípulos começando com o teclado e usando suas próprias composições como material didático, e chegou mesmo a escrever um pequeno manual para iniciantes contendo peças elementares. As lições tinham como ponto de partida o entendimento do sistema do baixo cifrado e sua realização prática. Este sistema, característico da música barroca, em geral definia apenas a voz superior e a inferior, e as intermédias eram indicadas apenas através de cifras convencionais (daí o nome), deixando ao cargo do intérprete sua transformação em linhas melódicas e acordes que proviam o recheio harmônico da obra. A etapa seguinte consistia na harmonização de melodias de corais luteranos, e depois o domínio avançado da técnica do teclado, incluindo exercícios com fugas em várias vozes e de dedilhado complexo. Instrução em técnicas de composição original só era ministrada quando o mestre percebia no aluno um talento especial, como ocorreu no seu caso. Esboços que sobreviveram de pequenas peças de sua fase juvenil, bem como cópias de obras de outros autores, mostram que seu talento para a composição foi cedo reconhecido, e o artista, em sua autobiografia, disse que não teve outro mestre em teclado e composição além de seu pai.
O treinamento oferecido por Johann Sebastian em geral incluía também lições de canto, órgão e violino, mas pouco se sabe até que ponto ele dominou esses meios. No órgão, ao que tudo indica, ele foi proficiente, chegando a tentar emprego como organista em duas oportunidades. Contudo, não sobrevive nenhum relato sobre uma especial virtuosidade neste instrumento, embora uma carta de 1755 de Christoph Friedrich Nicolai refira que ele o dominava integralmente, mas em 1772 Bach disse a Charles Burney que havia perdido o uso dos pedais por falta de prática. Ele tornou-se mais conhecido como grande virtuoso do cravo, do clavicórdio e do pianoforte, e no final de sua vida interpretava publicamente apenas suas próprias obras para esses instrumentos, sendo repetidamente louvado em altos termos pela exatidão de suas interpretações, pela beleza de seu toque e pela sua intensidade emocional. Burney relatou que quando tocava ele "ficava tão animado que parecia como que possuído pela inspiração. Seus olhos se tornavam fixos, suas pálpebras caíam, e gotas de suor destilavam de seu rosto".
Bach devotou-se ao ensino desde cedo e foi muito apreciado também nesta qualidade. Christian Friedrich Daniel Schubart deixou um vívido testemunho de seus méritos neste campo em seu tratado Ästhetik der Tonkunst: “Ele é tão grande tecladista quanto é grande como professor de teclado. Ninguém melhor do que ele conhece a arte de fazer mestres. Seu grande intelecto formou uma verdadeira escola. Quem quer que tenha sido educado nesta escola é recebido em toda a Europa com entusiasmo". Não formou alunos apenas diretamente, mas uma legião de outros intérpretes orientaram seu estilo de execução a partir dos princípios que ele estabeleceu.

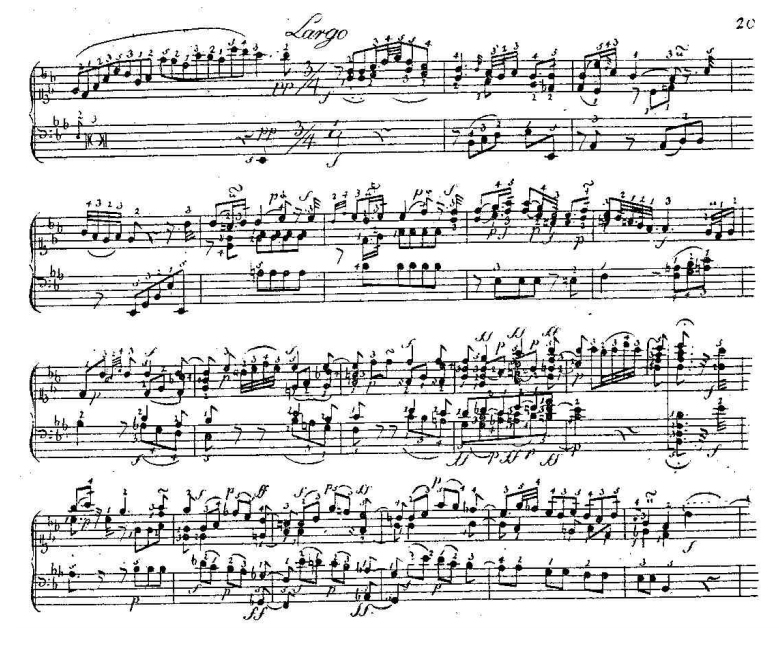
Largo da Sonata VI que integrava o material suplementar do Versuch em edição de c. 1786. A partitura traz o dedilhado completo das notas e inúmeras indicações de ornamentação e dinâmica

A técnica que transmitia aos seus alunos foi exposta em detalhe no seu tratado Versuch über die wahre Art das Clavier zu Spielen, uma obra em dois volumes acompanhada de comentários suplementares e sonatas de exemplo que teve larga distribuição europeia até o século XIX. O primeiro volume trata basicamente das técnicas de dedilhado e ornamentação, bem como da performance em geral. O segundo se concentra nas técnicas de acompanhamento e de interpretação do sistema do baixo cifrado e sua realização prática como baixo contínuo. Nesta obra é evidente uma derivação da técnica do pai e um perfeito entendimento das capacidades do teclado, mas também aparecem inovações necessárias ao estilo diferenciado de obras que ele produziu, abandonando as técnicas polifônicas predominantes de Johann Sebastian, que requeriam uma grande independência das duas mãos, em favor de uma escrita mais textural e homofônica em que o acompanhamento pela mão esquerda fica subordinado à melodia desenvolvida pela mão direita. As suas técnicas de ornamentação e as ênfases dinâmicas também ilustram a reorientação estilística da sua geração e as novas capacidades sonoras do clavicórdio e do pianoforte, precursores do piano moderno, aos quais especificamente dedicou muitas composições, capazes de produzir nuanças de intensidade impossíveis no cravo tradicional. No entanto, ele não abandonou inteiramente as técnicas polifônicas, e deu grande espaço no seu tratado teórico para ensinar a realização do baixo cifrado, ainda em largo uso em sua geração. Ao mesmo tempo, a habilidade na arte do improviso de fantasias havia substituído a composição de fugas e corais como o ápice da arte do teclado, e por isso as fantasias e a técnica de improviso vêm como encerramento do seu tratado.
Por duas gerações o Versuch não teve competidores à altura em termos da influência que exerceu entre professores e instrumentistas, e até hoje permanece como uma das fontes essenciais para a compreensão do estilo e das formas de interpretação da música do século XVIII. Haydn elogiou o tratado como "a escola das escolas", e Beethoven o recomendava aos seus alunos. Seus métodos, especialmente o de dedilhado, foram adotados e continuados por outros professores e compositores em seus respectivos tratados sobre o teclado, como por exemplo Johann Philipp Kirnberger, Johann Nikolaus Forkel, Georg Simon Löhlein, Friedrich Wilhelm Marpurg, Johann Carl Friedrich Rellstab, Muzio Clementi e Johann Baptist Cramer. Na apreciação de Peter Wollny,
"A significância do Versuch de modo algum se limita à mera transmissão da técnica do teclado. Sua meta verdadeira era a promoção do 'bom gosto', não apenas na performance, mas acima de tudo na composição. Neste sentido, o Versuch dá continuidade aos esforços de seu pai Johann Sebastian Bach — especialmente na natureza didática das suas Invenções e do Cravo Bem Temperado — e também é uma contribuição para a série de grandes tratados sobre performance e estética que vinha sendo publicada em Berlim desde o início da década de 1750. Os seus princípios inovadores de dedilhado, que descendem das lições que recebeu do pai, produziram um efeito tal na cultura tecladística da segunda metade do século XVIII que dificilmente pode ser superestimado.

## Fortuna crítica e legado

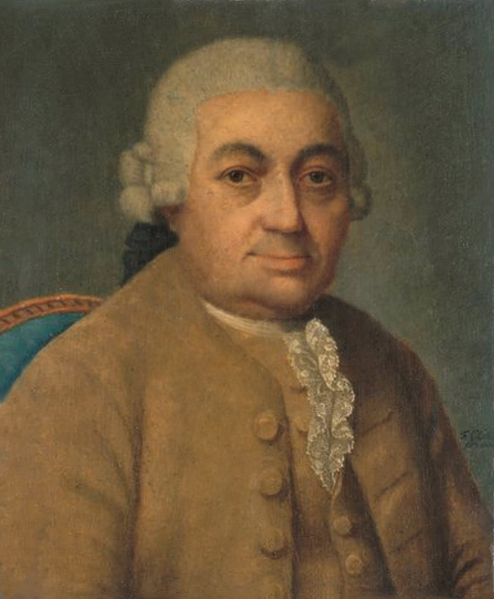
Retrato de Bach por Franz Conrad Löhr

Segundo Doris Powers, autora de um importante estudo, não se conhece muito bem a dimensão da reputação que Bach adquiriu como compositor enquanto viveu, ao que parece foi mais apreciado como virtuoso do teclado, e sua obra, bem como sua biografia, parecem ter recebido pouca atenção da crítica, acrescentando que a pesquisa sobre a repercussão de seus trabalhos entre seus contemporâneos ainda é fragmentária. Esta opinião, porém, é minoritária. Geoffrey Hindley e Dorothea Schröder, por exemplo, junto com David Schulenberg e Paul Corneilson, que estão entre os principais pesquisadores de sua vida e obra, afirmam que, embora ainda haja sim muitos aspectos a conhecer melhor sobre sua carreira, suas composições foram altamente admiradas ainda em vida, a larga difusão de suas obras impressas, que ia de Moscou a Londres e de Copenhague a Viena, também fala de um grande prestígio, Charles Burney, um dos principais historiadores da música de sua geração, não se cansou de elogiá-lo, e várias outras fontes primárias do século XVIII que têm sido descobertas tecem-lhe efusivos louvores, como é exemplo um relato de Christian Friedrich Daniel Schubart citando que "Bach em Hamburgo lidera os cravistas assim como Klopstock lidera os poetas. Ele marca uma época. [...] Tanto suas composições quanto sua técnica de teclado são inimitáveis. [...] Seu estilo único, seu espírito, suas elusões, seus artifícios harmônicos, são insuperáveis. [...] Não há quem se compare em sensibilidade, em sua pletora inesgotável de modulações, em tão rica harmonia". O comentário provou ser correto até na acepção literal. Ainda que exercesse influência sobre muitos outros músicos e seu tratado teórico fosse continuamente usado como material didático por mais de um século, ele não chegou a criar uma verdadeira escola de composição onde seu estilo fosse emulado consistentemente — neste sentido, foi uma figura "inimitável" e bastante isolada.
Na segunda metade do século XVIII sua fama obscureceu a de seu pai, tanto que nesta época quando alguém citava "Bach" referia-se quase sempre ao filho. Na virada para o século XIX alguns peritos ainda lhe deram alto crédito. Wolfgang Amadeus Mozart disse a seu respeito: "Ele é o pai, nós somos os filhos". A maior parte da formação de Joseph Haydn derivou de um estudo de sua obra. Ludwig van Beethoven expressou acerca dele a mais cordial admiração e respeito, e Carl Friedrich Zelter disse que ele foi um paradigma para a criatividade de sua geração. Em 1814 Johann Friedrich Reichardt publicou o primeiro catálogo erudito de suas obras completas.
Porém, seu prestígio declinou drasticamente e suas obras foram largamente esquecidas durante a primeira metade do século XIX, e em geral passou a ser mencionado apenas em pequenas biografias em dicionários de música. Robert Schumann notoriamente opinou que "como um músico criativo ele permaneceu muito longe de seu pai"; em contraste, Johannes Brahms considerava muito a obra de Bach e interpretou algumas de suas composições. Porém, algumas peças nunca perderam interesse para um grupo — bastante limitado — de críticos, e seu principal tratado didático foi várias vezes reeditado ao longo do século XIX.

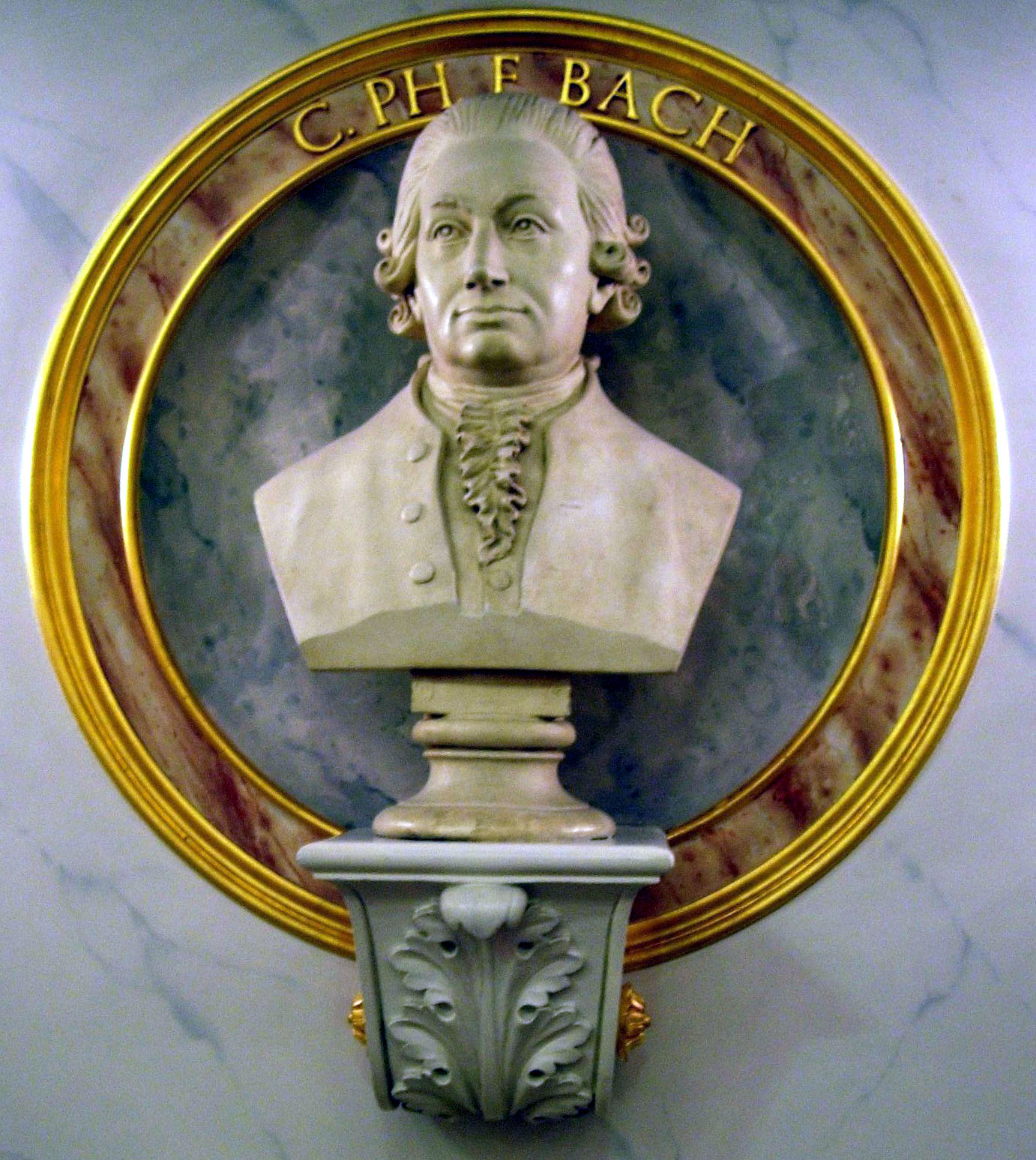
Busto de Carl Philipp Emanuel Bach na Schauspielhaus de Berlim

Na década de 1860 iniciou um amplo movimento para o resgate de sua obra. Não se sabe exatamente o que o desencadeou, mas Doris Powers presume que esteja ligado à ressurreição da obra de seu pai Johann Sebastian. A editora Peters publicou quatro sinfonias em 1861, em 1862 Hans von Bülow revisou uma seleção de sonatas para teclado, em 1863 Ernst Baumgart editou as Coleções para Conhecedores e Diletantes e os franceses Aristide e Louise Ferranc fizeram uma outra edição de peças de teclado, em 1867 Ludwig Nohl publicou a autobiografia do compositor e algumas cartas, Carl Hermann Bitter escreveu uma boa biografia sobre ele e seus irmãos em 1868 e Friedrich Chrysander imprimiu algumas outras cartas em 1869. Ao mesmo tempo apareceram vários artigos em revistas e jornais especializados tratando de algumas peças corais importantes e outras obras. Contudo, apesar de ter recuperado algum prestígio, nas últimas décadas do século XIX seu trabalho era invariavelmente rebaixado na constante comparação com o legado de seu pai, e ele era visto como um compositor de capacidades limitadas, como um típico representante de uma sociedade frívola e decadente, e como uma mera figura de transição entre duas épocas "grandiosas", o Barroco e o Classicismo. Além disso, vários aspectos de sua técnica e estilo foram questionados. Sua harmonia foi várias vezes criticada como imperfeita e incompleta, e seu discurso musical como bizarro, incoerente e antinatural. A visão vitoriana de sua figura foi sintetizada por sir George Grove na primeira edição do seu Dictionary of music and musicians (1879):
"Como compositor, maestro, professor e crítico, sua influência foi muito grande, e foi amado e respeitado tanto por seus confrades profissionais quanto por toda a cidade [de Hamburgo]. Sua bondade, suas maneiras elegantes, sua cultura literária e sua grande atividade musical, tudo se combinou para colocá-lo na liderança entre seus irmãos e os eruditos. Mas quando lembramos que para um Bach seus dotes musicais não eram de modo algum extraordinários — muito inferiores aos de Friedemann, por exemplo — torna-se claro que ele permanece em tão alta posição porque foi reconhecida sua importância histórica no período transicional entre [Johann Sebastian] Bach e Haydn. Em períodos assim uma pessoa se torna eminente e influente mais por sua cultura geral do que pela proficiência em qualquer ramo específico de atividade. No período em questão, no qual Emanuel viveu, não houve grandes homens. Os dias gigantescos de Händel e [J. S.] Bach foram substituídos por um tempo de perucas empoadas, quando o ideal mais elevado era clareza, suavidade e elegância. Profundidade, força, originalidade, haviam desaparecido, e 'gosto' se tornara a coisa mais importante de todas. [...] Para formarmos um julgamento correto dele como compositor ele deve ser colocado à parte de seu pai e considerado unicamente do ponto de vista de sua própria época; e quando assim procedemos é impossível negar que ele ultrapassou a maioria dos seus contemporâneos, e é de importância excepcional como um elo de ligação entre os períodos de Händel e [J. S.] Bach, de um lado, e Mozart e Haydn, de outro".
Até a década de 1920 as pesquisas sobre ele entraram outra vez em recesso, mas destaca-se neste período a publicação em 1905 da segunda edição do catálogo de suas obras completas por Alfred Wotquenne, que revisou e ampliou o trabalho de Reichardt, edição que marcou época e permaneceu canônica por muito tempo. A partir dos anos 1920 iniciou-se mais sistematicamente um novo ciclo de pesquisas, que ampliaram expressivamente o conhecimento sobre sua música, incluindo monografias e artigos que trabalharam aspectos de estilo, forma, métodos compositivos de uma ampla gama de obras em vários gêneros, além de estudarem mais profundamente sua posição histórica. Otto Vriesländer publicou em 1923 uma substancial biografia e Ernst Fritz Schmid apresentou um valioso estudo sobre sua música de câmara. A II Guerra Mundial provocou nova interrupção na pesquisa, que voltou a crescer na década de 1950, concentrando-se principalmente na análise das fontes primárias e de documentação escrita a seu respeito, em sua correspondência, suas técnicas interpretativas e suas obras de teclado. Ao mesmo tempo, passou-se a analisar sua influência sobre outros compositores, especialmente reconhecendo-se o débito de Mozart, Haydn e Beethoven para com sua música.
Nos anos 1970 a bibliografia duplicou em relação a todo o período anterior, e suas obras corais entraram no centro dos debates. A década de 1980 viu um incremento ainda maior na bibliografia, surgindo duas vezes e meia mais estudos do que na década anterior. Passou-se a estudar o seu trabalho como editor de obras de seu pai e como empresário, e aprofundaram-se os estudos sobre os aspectos biográficos, suas sinfonias, as obras com várias versões, a história das composições e o contexto de sua época. Hans-Günter Ottenberg publicou em 1982 a mais ampla biografia até a data, Darrel Berg publicou em 1983 uma edição fac-similar de suas peças de teclado e em 1989 apareceu a edição revisada por Ernst Helm do seu catálogo geral. Em 1989 a Universidade de Oxford iniciou a publicação da sua obra completa, mas o projeto acabou sendo cancelado após o lançamento de apenas quatro volumes.

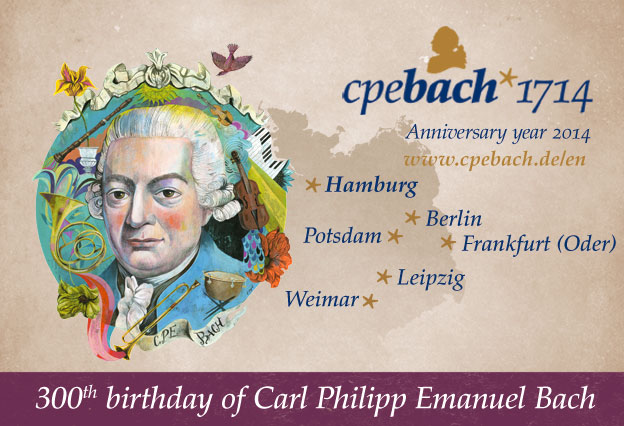
Publicidade da comemoração do 300º aniversário de seu nascimento

As pesquisas entraram em uma nova fase em 1999, quando foi redescoberta a importante coleção de mais de cinco mil manuscritos da Berlin Sing-Akademie, contendo muitas obras de Bach, incluindo um catálogo autógrafo listando as peças de teclado compostas até 1772, doze paixões, cinquenta concertos para teclado e muitas outras peças vocais e instrumentais. A redescoberta completou a maior parte das lacunas indicadas na seção de "obras perdidas" do catálogo Helm e possibilitou uma revisão na cronologia de seus trabalhos e um melhor entendimento do seu método de composição e revisão. No mesmo ano foi anunciada uma nova edição de suas obras completas pelo Parckard Humanities Institute, que ainda está em andamento. Nas últimas décadas também foram feitos avanços significativos na análise de sua caligrafia, permitindo distinguir melhor entre partituras autógrafas e cópias, e lançando novas luzes sobre as 135 composições que o catálogo Helm classificou como de autoria duvidosa. O 300º aniversário de seu nascimento em 2014 foi comemorado com grandes programações em várias cidades da Alemanha ao longo de todo um ano, e com a publicação por David Schulenberg de um dos mais importantes estudos gerais já feitos sobre sua obra, The Music of Carl Philipp Emanuel Bach, trazendo também muitas informações biográficas novas.
A opinião da crítica sobre seus méritos e sua posição histórica variou muito ao longo do tempo. A visão vitoriana mencionada antes predominou ainda durante a primeira metade do século XX e permaneceu influente até a década de 1990, mas desde então rapidamente passou a ser questionada e revista. Susan Wollenberg, escrevendo por ocasião das comemorações do bicentenário de sua morte em 1988, já reconhecera que "é um tributo à natureza intelectualmente experimentalista e provocativa das obras de Bach que quando o removemos das amarras das classificações categóricas tradicionais, o que sobra é mais, e não menos, em uma obra que convida à atenção, ao interesse e à admiração". Na mesma época Edward Rothstein predisse um ressurgimento no interesse pelo seu trabalho, previsão que vem crescentemente se confirmando.
Hoje o reconhecimento se ampliou para colocá-lo como uma figura destacada no desenvolvimento também da canção alemã (lied) e como um precursor tanto do Classicismo quanto do Romantismo musical, e, mais importante, passou-se a entender que o período em que viveu constitui não somente uma fase de transição — e portanto menosprezível — mas foi sim todo um universo cultural com características próprias e originais que merece individualidade e autonomia no contexto histórico, e por isso, ainda que sua função de "precursor" em vários aspectos não seja negada, sendo um elemento valioso para a compreensão da evolução histórica das formas e dos estilos, ela já é entendida como uma projeção retrospectiva, que se aplicada sem cuidado tende a negligenciar e minimizar a percepção do contexto de sua própria época, o impacto que exerceu entre seus contemporâneos e a mensagem que ele verdadeiramente quis transmitir com os modelos formais e técnicas que empregou, uma mensagem que não poderia ser transmitida usando apenas os recursos do passado, e nem os de um futuro que ainda não existia. Hoje Carl Philipp Emanuel Bach é amplamente considerado como um dos talentos mais inventivos, originais e influentes de sua geração, que deixou obra altamente qualificada e importante em seu próprio direito, e cuja elevada estatura já não depende da comparação com outros mestres ou outros períodos históricos. Seu tratado teórico, por sua vez, continua sendo uma fonte inestimável para o conhecimento do estilo de interpretação da música setecentista. Paul Corneilson, musicólogo e historiador que administra o projeto de reedição de sua obra completa, assim resumiu sua situação atual:
"Ultimamente nosso desafio é situar Bach corretamente na história da música, e ressuscitar sua reputação de um dos mais importantes compositores do século XVIII. Já não precisamos mais derrubar J. S. Bach ou Händel de seus pedestais, ou entender C. P. E. Bach apenas como um precursor de Haydn e Beethoven. [...] Nosso projeto dará a pesquisadores e intérpretes acesso a um corpo de obras de um compositor ativo entre as décadas de 1730 e 1780. Com ele, os pesquisadores já não precisarão se basear em fontes primárias do século XVIII ou tomar 'atalhos honrosos' para entender a música de um dos maiores compositores do século XVIII. Suas obras para teclado solo e seus concertos, junto com sua música de câmera, sinfonias e canções, já estão bem representados nas salas de concerto e nas gravações. Alguns outros trabalhos importantes como o Magnificat já são conhecidos, mas agora é possível escolher entre a versão primitiva de Leipzig/Berlin e as revisões tardias de Hamburgo. À medida que mais de sua obra vocal se tornar conhecida, C. P. E. Bach deve ganhar a posição no cânone que ele merece".